# 比伯軍曹寂寞芳心俱樂部
《佩珀军士的孤独之心俱乐部乐队》（以下简称《佩珀中士》）是英国摇滚乐队披头士的第8张录音室专辑，1967年5月26日在英国发行，6月2日在美国发行。该专辑发行后迅速获得巨大的商业成功，在英美两国分别夺得27周和15周的周榜冠军。同时这张专辑也因富于启发意义的创编、制作和插图设计，在流行音乐与严肃音乐之间的桥梁作用，以及从音乐角度对于婴儿潮一代和60年代反文化的集中反映而获得乐评界广泛好评。被譽為是「人類史上影響力最大的專輯」。这张专辑在1968年揽获四项格莱美奖，其中包括年度专辑奖。《佩珀中士》是首张获此殊荣的摇滚专辑。
1966年8月，披头士乐队宣布永久终止巡回演出并开始了3个月的休假。同年11月，在返回伦敦的航班途中，保罗·麦卡特尼突发奇想，打算写一首有关爱德华时代军乐队的歌。这最终促成了本张专辑的概念。专辑的制作11月24日在阿比路二号录音室拉开序幕。乐队一开始录制了两首受四人童年经历启发而创作的歌，為〈永遠的草莓地〉以及〈便士巷〉（"Penny Lane"）。不过由于唱片公司方面的要求，这两首歌并没有收录入专辑中，而是以双A面单曲形式发行。
1967年2月，在录制完同名歌曲《Sgt. Pepper's Lonely Hearts Club Band》（下稱《Sgt. Pepper》）后，麦卡特尼建议接着为这支虚构的军乐队制作完整的专辑。这样的一个代表着乐队另一面的团体给予他们充分的自由来做音乐方面的实验。在录制过程中，乐队在他们1966年的专辑《左轮手枪》的基础上又在技术上做了进一步的尝试。由于歌曲可以不必完全现场录制，乐队在〈让我的朋友们帮点小忙〉、〈钻石天空下的露西〉以及〈生命中的一天〉中做了编曲以及录音方面的实验。制作人乔治·马丁与工程师杰夫·埃默里克使用了一系列创新的技法，诸如音形控制等信号处理技术以及由四十余人的管弦乐队演奏随机的渐强乐段等等。录音最终在1967年4月21日完成。封面由英国波普艺术家彼得·布莱克和詹恩·霍沃思设计，描绘了站在一班名人与历史人物之前的乐队成员。
由于使用了套曲曲式，《佩珀中士》被音乐学者认为是概念专辑的早期代表，同时标志着披头士艺术方面的进一步成熟。它被称作是艺术摇滚的先驱之一，促进了前卫摇滚的发展并昭示了专辑时代的到来。作为英国迷幻摇滚的重要代表作品之一，这张专辑搀杂着形形色色、各式风格的音乐，包括歌舞杂耍、马戏团音乐、剧场音乐、前卫音乐、西方古典音乐以及印度传统音乐。2003年，美國国会图书馆因为《佩珀军士的孤独之心俱乐部乐队》在“文化、历史或是美学方面的重要性”将其收入国家录音名录。同年，专辑在《滚石》杂志评选的“史上最伟大的500张专辑”榜单中夺得头筹。截至2011年，这张专辑在世界范围内总计售出3200万张，是最为畅销的专辑之一，更在《牛津英国文学百科全书》中被评为“有史以来最重要，最有影响力的摇滚专辑”。

## 背景
到了1966年，披头士的各位成员已经厌倦了现场表演。在约翰·列侬看来，他们只需要“放上四个人的蜡像......就可以满足围观的人们了。披头士的演唱会与音乐已经没有什么关系了。它们只是该死的部落祭典。”该年的6月，在完成專輯《左轮手枪》两天之后，乐队起程前往德国开始巡演。在汉堡时，他们收到了一份匿名电报：“不要来东京。你们的小命危险了。” 由于日本的宗教信仰与乐队本身的争议，特别是披头士计划在当时被视为神坛的日本武道馆的演出更是遭到各方面的反对，乐队所受到的威胁得到了重视。日本政府出动了3万5千名警察保护乐队成员。乐队从酒店到演唱会场地更是全程乘坐装甲车辆。有礼而拘谨的日本观众令乐队觉得可怕，因为没有歌迷的尖叫声让他们觉得演出非常糟糕。而在到达菲律宾后，因为没有拜访第一夫人伊梅尔达·马科斯，他们受到了威胁，并遭到了当地民众粗暴的对待。乐队对于经纪人布萊恩·愛普斯坦感到不悦，因为他让他们继续坚持完成这个令人疲惫并沮丧的行程。

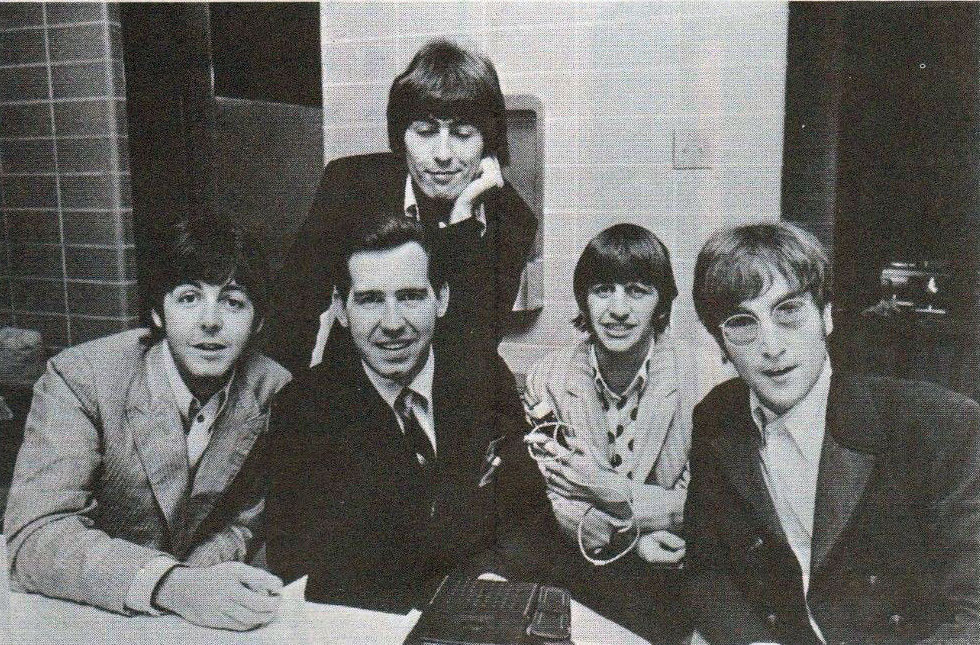
乐队成员1966年8月在他们最后的巡演途中与电台DJ吉姆·斯塔格的合影

在披头士返回伦敦后，乔治·哈里森这样回应有关乐队长期计划的问题：“我们会休养几个星期来应付美国人的暴击。”他的这番话不幸一语成谶，列侬有关披头士“比耶稣更受欢迎”的言论引起了美国圣经带民众抗议的浪潮。尽管乐队的公开致歉暂时缓和了紧张的局势，但满是空座的观众席与欠佳的演出注定了这次灾难性的巡演会是他们最后的巡演。尼古拉斯· 沙夫纳这样写道：
对于披头士来说，这样的演唱会也不过是在虚与委蛇。它们已经与乐队的追求南辕北辙。他们新发售的《左轮手枪》中没有一首能在巡演中表演。因为其中的编曲对于舞台上双吉他-贝斯与鼓的乐队来说几乎难以再现。
在披头士回到英国后，有关他们已经决定解散的谣言开始四处传播。哈里森曾向爱普斯坦坦承想要离开乐队的心思，不过在得到不会再有巡演的保证后又被说服留在乐队。乐队得到了三个月的休假来专注于自己感兴趣的事情。哈里森去印度旅行了六个星期。其间，他随拉维·香卡学习了锡塔琴，并研究了他感兴趣的印度哲学。作为乐队中最后一位对现场演出断念的成员，保罗·麦卡特尼与披头士的制作人乔治·马丁一起合作完成了电影《The Family Way》的原声带。列侬出演了电影《How I Won the War》并出席了一些美术展，比如在他认识后来的妻子小野洋子的印度美术馆举行的一次展览。而林戈·斯塔尔则将假期用在陪伴妻子和儿子。

## 概念与灵感来源
1966年11月，在从肯尼亚返回伦敦的航班上，麦卡尼突发奇想。他想要写一首有关爱德华时代军乐队的歌。这促成了本张专辑的概念。与他同去度假的披头四巡演经理马尔·埃文斯按照当时旧金山地区乐队的风格，比如老大哥和控股公司和水银信使，为这个军乐队命名。1967年2月，麦卡尼向乐队提议延续这首歌的概念，录制一张可以代表这支虚构乐队表演的完整专辑。 这支具有另我意味的团体会给各位成员充分的自由来做音乐实验。他解释道：“我想，就不要做现在的自己了，发展另一个自己吧。”马丁后来回忆道：
“胡椒軍曹”这个概念是在专辑制作过程中出现的。那是首保罗的歌，只是一首普普通通的摇滚歌曲……不过，当我们完成后，保罗说：“我们为什么不让这张专辑听起来像是胡椒軍曹乐队确实存在，并且就是胡椒軍曹自己制作这张唱片呢？我们可以加一些音效之类的东西。”我爱这个点子，并且从那时起，“胡椒軍曹”就像有了自己的生命。
1966年，美国音乐人布赖恩·威尔逊对于录音师菲尔·斯佩克特的“声墙”与披头四专辑《橡皮灵魂》的录音技术非常感兴趣并且非常仰慕。这在海滩男孩乐队的专辑《宠物之声》中有所体现。威尔逊在其中展示了他在制作与创编的娴熟。这张专辑影响了当时许多音乐人。麦卡尼对其尤其赞赏有加，认为它启发“披头四扩展视野，关注那些流行音乐通常不会出现的音色与织体。”麦卡尼觉得他轮番播放那张专辑让列侬也潜移默化得受到了影响，并补充道：“它完成得非常漂亮……我们受到了启发，汲取了一些创意。”马丁后来说：“要不是《宠物之声》，《胡椒軍曹》可能也就做不出来了……專輯的初意就是与《宠物之声》比肩。”
此外，《胡椒軍曹》也受到了the Mothers of Invention乐队的《疯掉了！》影响。麦卡尼曾在專輯录制期间不停地说：“这是我们的《疯掉了！》。”麦卡尼制作一张概念专辑的念头可能是在听到《疯掉了！》（公认为首张摇滚概念专辑）后产生的。

## 录音与后期制作

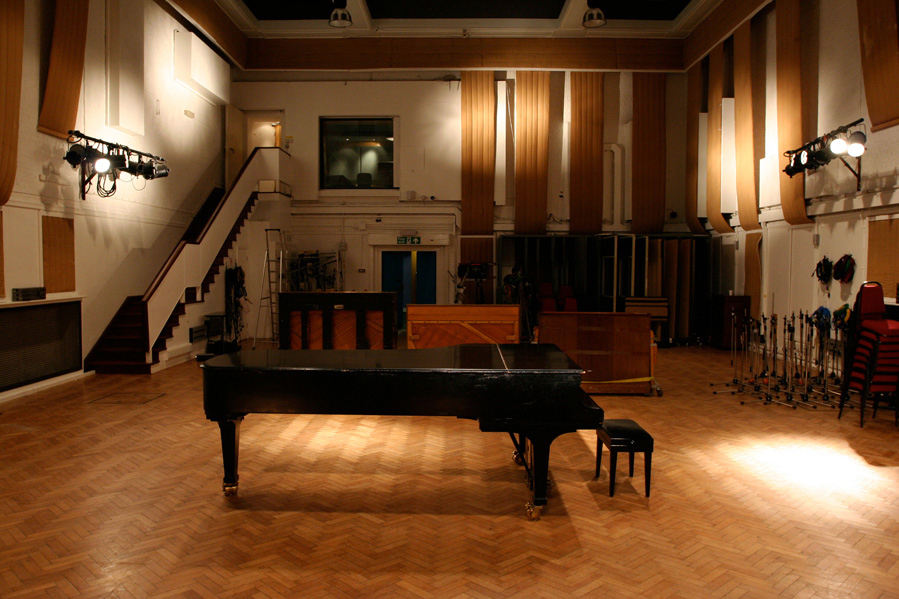
阿比路二号录音室，專輯中的曲目基本都是在这里录制的。

麦卡特尼从《佩珀中士》开始主导披头士的创作。专辑中一半多的素材都是出于其手。他还全程监制了这些素材的录制。从这点出发，他为乐队的作品提供了艺术导向。《佩珀中士》从1966年11月24日开始在阿比路二号录音室录制，但乐队四人在9月时就已集合。由于在录制预算上没有上限，他们也就尽可能地长时间订下录音室，来让他们想工作到多晚就工作到多晚。他们从三首与童年有关的歌开始：《永遠的草莓地》、《在我六十四歲時》以及《便士巷》。他们在这一阶段引入了美乐特朗。这种可编程电子琴的琴键可以随弹奏者需要触发多种乐器的音色。《Strawberry Fields Forever》前奏中的长笛声就是麦卡特尼用这种乐器弹奏出来的。这首歌还用到了一种新技巧：把音高与速度不同的两次录音叠加在一起。埃默里克后来这样回忆《左轮手枪》的录制过程：“我们必须习惯应付那些看起来不可能实现的要求。我们知道披头士的字典里不存在‘不’这个字。”在马丁看来：“从《左轮手枪》到《佩珀中士》可以说是水到渠成”，它标志着“不断实验新技术的时期”。
在EMI与爱普斯坦方面的压力下，《永遠的草莓地》与《便士巷》在1967年2月发行了双A面单曲。由于这张单曲没能登顶，英国报界开始看衰乐队的发展前景，头条满是“披头士没能登顶”、“四年一度”以及“泡沫已破？”这样的新闻。在专辑发行时，在爱普斯坦坚持要求下，这两首歌没有收录于专辑里。但马丁后来觉得放弃这两首歌是他“职业生涯中最大的失误”。不过在他看来，这首在录音室里用了史无前例的55小时的时间录制的《永遠的草莓地》为整张专辑确定了制作方向。他后来这样描述这张专辑的录制过程：“这张唱片（中的歌曲）……将不会是现场录制的：它们生来就是录音室的产物。那就是（与以前的）分野之处。”麦卡特尼的目标是去制作披头士最好的专辑：“我们现在的演出就是录音。”1966年12月6日，乐队开始录制第一首专辑曲，《在我六十四歲時》（When I'm Sixty-Four）。

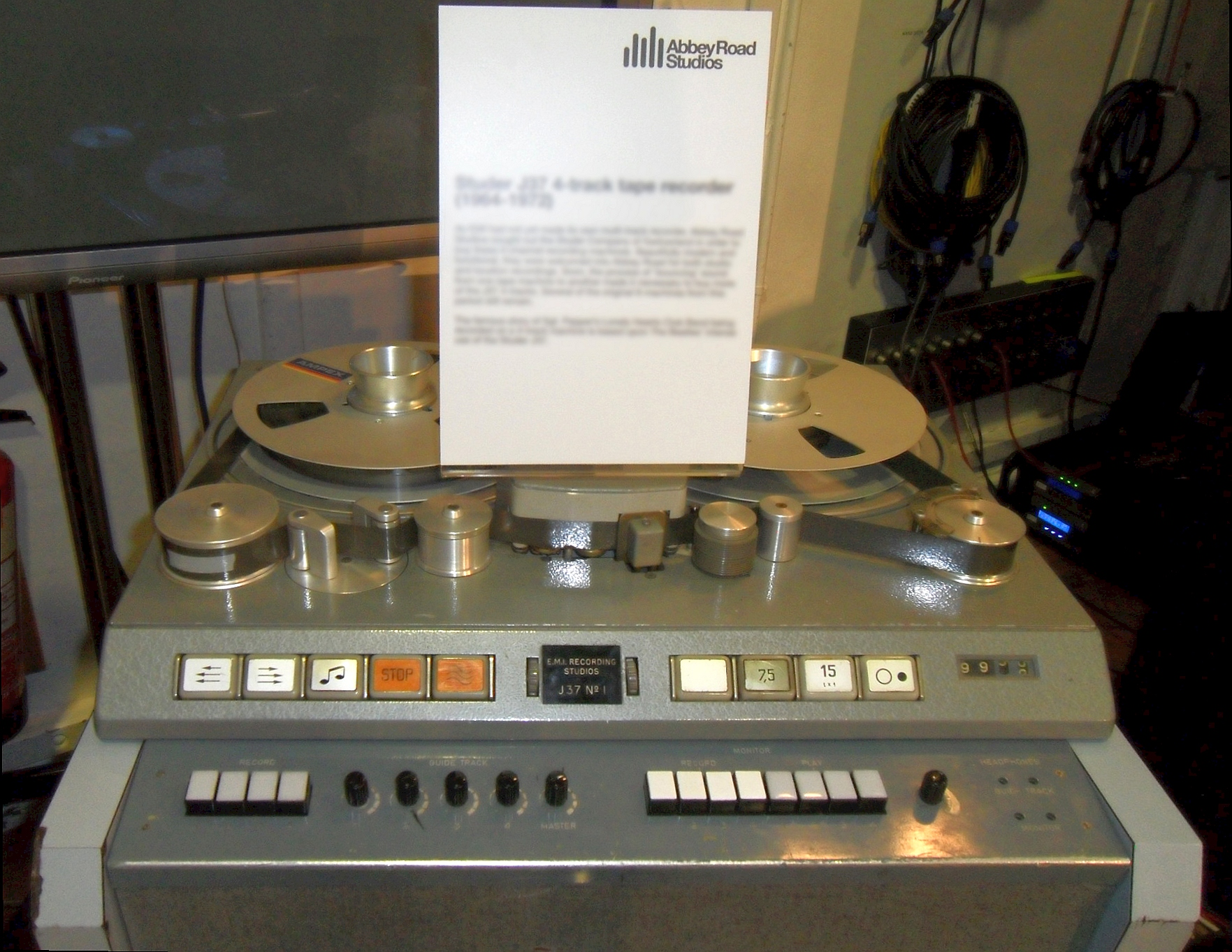
《佩珀中士》录制时使用的Studer J37四轨录音机。

《佩珀中士》使用四轨设备录音。尽管当时美国已经有八轨录音机了，不过英国方面要到1967年末才将这种设备投入商用。《佩珀中士》与之前的专辑一样用到了降混技术。音频工程师可以利用这种技术实现多轨录制的效果。EMI的施图德J37型四轨录音机非常适合用来降混，它的录音质量高，且可以减小过程中产生的噪声干扰。由于想把贝斯部分最后加录，麦卡特尼一般在录制一首歌的背景音轨时会演奏其他乐器。这样他就有更多时间来创作录制作为歌曲配器最后一环的有旋律性的低音线。在录制《生命中的一天》管弦部分时，马丁将录制的收音机与另一台播放披头士背景音轨的录音机做了同步。工程师肯·汤森在两个机器间使用了一个50 Hz的控制信号实现了这个过程。
《佩珀中士》的录音的一个特色是马丁与埃默里克利用信号处理技术实现的音形控制（sound shaping）。这个效果利用了动态范围压缩、混響以及信号限幅技术。其中还用到了新的效果器，比如流声（running voices）和莱思丽扬声器。此外，几种当时新兴的后期制作技术，比如音频直接输入、转速控制以及双声环绕等等，在其中也有应用。其中值得一提的是自动双轨录音（ADT）技术。后期制作人员可以通过这种技术同时收得两份录音，以实现翻倍增益。在此之前，如果要实现这种效果则需要录这个片段两次，相较ADT来说冗长而精度低。这项技术是汤森在1966年在《左轮手枪》时为披头士特别发明的。乐队成员不大喜欢之前那种录音流程并多次向他求助。ADT不久后就成为了流行乐录制时惯用的技术。马丁曾跟列侬打趣说：“（列侬的声音）用双重摩擦振盪轮缘做了处理……加了倍。”列侬知道马丁在开玩笑，不过之后还是将这种效果处理称作轮缘处理。这个称呼后来在音乐界沿用。另一种音效则是变速。据马丁说，《露西在綴滿鑽石的天空》是專輯中用到带速变换最多的一首歌。在录制列侬的声音时，带速由50转每秒调整至45转每秒。这样的处理令他的声音在以常速播放时听起来更尖细。
为了得到想要的效果，披头士把《變好》重录了许多次。斯塔尔会在重录基本音轨时被召到录音室，而在录人声音轨时离开。在标题曲《Sgt. Pepper》中，斯塔尔的鼓声在录音中通过制音器以及贴近麦克风的手法得到增益。披头士在这张专辑中用到的可以创造“三维”效果的新技术迅速被美国的录音师吸收采纳作为标准方法。麦卡特尼分别在《生命中的一天》和《Sgt. Pepper》里弹奏了三角钢琴和劳里管风琴，而马丁则在《變好》和《為凱特先生好！》中弹奏了霍纳电子琴和簧风琴。虽然作为主吉他手的哈里森在此期间没有充分发挥，他为这张专辑还是做出了一些重要的贡献。除了在自己写的《身內體外》中弹奏了西塔琴，哈里森还在《露西在綴滿鑽石的天空》与《變好》中演奏了弹拨尔。
列侬此时并不喜欢麦卡特尼对于乐队的指导，除了《永遠的草莓地》外，他觉得自己是在“应约写歌”而不是像在《左轮手枪》中那样“用心写歌”。斯塔尔也觉得录制期间“非常无聊”。这位鼓手后来这样哀叹：“关于《佩珀中士》，我记得最清楚的……是我学会了下象棋。”哈里森则在2000年表示，他对于麦卡特尼虚构的那个乐队一点都不感兴趣，而在印度之行后，他觉得：“我的心仍然留在那里……那时候我没什么兴趣当个‘披头成员’。”他还表示，他在《橡皮灵魂》与《左轮手枪》的录制过程中非常享受，而非常厌恶已变成“工厂组装”的《佩珀中士》，“往往最后就只是保罗弹着钢琴，而林戈跟上节拍。我们无法像支乐队一样演奏。”
《佩珀中士》是首张曲目间无间隔灌录的流行专辑。其中使用了两次淡入淡出效果来使前后几首歌浑然一体，让人觉得像是不间断的现场演出。在后期制作阶段，这张专辑有立体声与单声道两种混音方案，然而乐队成员并没有积极参与立体声版本的混音工作，因为当时在他们看来立体声版本并不重要，而把这项工作留给了马丁与埃默里克处理。埃默里克后来回忆到：“我们在单声道混音上花了三周，立体声也许只花了三天。”他估计在这张专辑上花了700个小时，是制作费用仅400英镑的披头士首张专辑《请取悦我》的三十倍。《佩珀中士》的录制最终花费了约25000英镑（相当于现在的482743英镑）。这张专辑在1967年4月21日录制完专辑结尾的噪声与人声后正式完成。

## 词曲创作
《佩珀中士》的风格在一些音乐学家看来主要是摇滚与流行。另一些则认为其中涉及了“各色各样的音乐与戏剧风格”。在他们看来，其中的音乐结合了摇滚、歌舞杂耍、大樂團爵士、钢琴爵士、布鲁斯、室内乐、马戏团音乐、剧场音乐、前卫音乐、西方古典音乐以及印度传统音乐等等风格。他们觉得这张专辑调和了“美学理念南辕北辙”的古典乐与迷幻音乐，最终得到了“迷幻古典合成体”。因而有的音乐学家将其称作是“原始前卫摇滚”。
由于《佩珀中士》中有些歌词提到了娱乐性药物，BBC在广播中禁播了一些歌。比如《生命中的一天》（A Day in the Life），对于其中的一句“我就让你进入状态吧。”（"I'd love to turn you on"），BBC方面认为它“鼓励宽容对待使用药剂”。尽管列侬与麦卡特尼当时否认歌词与毒品有关，麦卡特尼后来还是暗中承认了一些歌词刻意写得暧昧，让它们看起来跟非法药剂或是性行为有关。《露西在綴滿鑽石的天空》的含义一直引人遐思。不少人相信它暗指了麦角二乙酰胺（LSD）。BBC因此禁播了这首歌。他们还禁播了《為凱特先生好！》（Being for the Benefit of Mr. Kite!），因为歌词连用了与这两个常用来指代海洛因的俚语。有的歌迷推测那个是个毒贩而《補上漏洞》（Fixing a Hole）写的则是吸食海洛因的过程。像这样的歌词还有，《得益於我朋友的小小幫助》中的“我过瘾了”（"I get high"）、《可爱的丽塔》中的“来点茶”（"take some tea"，常用来指代吸食大麻）以及《在我六十四歲時》中的“挖杂草”（"digging the weeds"）。
一些学者认为《佩珀中士》歌词的醉翁之意不止在于毒品文化，还有形而上学以及“权力归花儿”这种非暴力抗议活动等等因素。这些研究者觉得这张专辑可以看作是1960年代“社会、音乐以至文化变革”的体现。美国心理学家以及反文化代表人物蒂莫西·利里表示这张专辑“发泄出了陈俗旧例终结时（人们的）情绪……它正逢其时”。并且它还呼吁了那种基于和平主义的文化变革。一些研究者认为，这张专辑的基本价值在于它“紧扣住时代与区域特点的（能力），比同时期其他事物都更生动有力”。他们觉得这张专辑还为“爱之夏前夕的英格兰拍了一张历史快照”。 另一些学者则基于歌词的文本提出《佩珀中士》的主旨在于指出纯真丧失以及沉溺幻想的危险。

## 收录曲目

### 第一面
《佩珀中士》以它的标题曲开篇。这首歌曲开场的十秒掺杂着乐队暖场热身和等待表演开始的观众的声音，创造了一种现场表演的氛围。有的学者认为这首歌标志着“披头士创作生涯的一个革命性时刻”，因为它打通了观众与艺人之间的距离，也就是常说的“第四面墙”。不过看来矛盾的是，这首歌一边“引用着摇滚演唱会上（与观众）打趣时的种种没头没脑的说辞”，一边却又在“戏谑着用流行乐专辑引起艺人与观众真心交流的想法”。在这些研究者看来，这样复杂的信息一方面是要与歌迷拉开距离，同时又用一个化身向这些歌迷“挥手示意”。他觉得其中将铜管乐器与电吉他失真音效的混用是摇滚乐与其他风格音乐融合的早期例证。另一些研究者同意这个观点，并觉得这首歌更像是整张专辑的序曲而不是独立的一首歌，并“把爱德华时期的多元化乐队与当时的硬摇滚精巧地融合在一起”。某些学者这首歌不对称的立体声混音，比如主歌中主唱的声音一直在右侧而中间过渡段的合唱声则在左侧，代表了整张专辑的一个特色。这首歌也是披头士第一首用到直接输入技术的歌曲。得益于这种技术，保罗写的低音部分质感更为丰厚，听起来也更加通透。这首歌的编曲用了一种具有摇滚色彩的吕底亚式的和弦进行。前奏与主歌部分基于同主音调的七和弦。在某些研究者看来这使这首歌充满力量。五小节的过场则是由爱德华时代式的圆号四重奏演奏的。这段是由马丁基于麦卡特尼唱的旋律改编而成的。之后这首歌在合唱部分转到五声调式，其中藍調搖滾式的进行在电吉他通过平行五度演奏的强力和弦下增了半音。
麦卡特尼在序曲的最后扮作司仪，以比利·希尔斯这个化名把斯塔尔“介绍上台”。接着在人们的欢呼声（马丁在披头士好莱坞露天剧场演唱会时录制）中，歌曲过渡到《得益於我朋友的小小幫助》。有的研究者认为斯塔尔在这里“正正经经的唱腔是要与标题曲中的那种倨傲形成鲜明对比”。列侬与麦卡特尼在背景中搭腔，向斯塔尔问着有关友谊与真爱的意义的问题。在一些研究者看来，这首歌“在斯塔尔的触动人心的表现下......立时变得和蔼可亲富有人情味”，并且表示出一种“所有人都可以加入进来的包容姿态”。另一些研究者觉得这首歌的主旨在于表现社交的必要性。这首歌用到的双变格终止在《佩珀中士》发行后成为流行乐常用的一种终止式。有的研究者认为这首歌的编排有许多亮点，特别是最后一段问答关系的反转：和声的人问了主唱问题，林戈给出了确定无疑的回答。这首歌最后以非常高的音收尾。乐队其他三人意图借此鼓起林戈唱歌的勇气。
尽管人们普遍怀疑《露西在綴滿鑽石的天空》的歌名与LSD有关，不过列侬本人则一直表示这首歌源于他儿子朱利安画的一幅画。这首歌的基调则是源于路易斯·卡羅1871年的小说《愛麗絲鏡中奇遇》中的一个充满幻想的章节。麦卡特尼承认那幅画确实存在，而卡罗的小说也确实影响了这首歌，并且表示尽管这首歌的标题与毒品表面上的关系也是无意造成的，歌词则是特意为这首迷幻的歌曲创作的。第一小节以一句邀约式的“乘上船把自己映在河中”开头，接着则是种种幻象，包括“橘子树”、“乘着摇摆木马的人”以及“报纸的士”。马丁这样描述前奏的旋律：“左手边是下降的音阶，右手边则是摇摆的音阶”，他觉得这“对于这首歌的耐听度非常重要”。在他看来，这一节如果没有“把这个灵机一动产生的前奏与几乎一字一顿的唱法”放在一起的话，听起来就可能显得单调了些。他觉得这种处理方法“诱人魂魄，紧扣心弦”。某些研究者认为列侬的唱腔搭配麦卡特尼的劳里管风琴演奏出的前奏是披头士运用音色技巧最为巧妙的实例之一。另一些学者则认为这首歌是“专辑中物质世界彻底被歌词与音乐塑造的迷幻氛围掩藏住的时刻”。他们觉得“歌词充分再现了服用迷幻剂后的经历”。
一些研究者认为《變好》是这张专辑最热情洋溢的的一首歌。还有的学者认为这首歌“充满活力的摇滚曲调”让它在这张充满迷幻色彩的专辑中鹤立鸡群。它的歌词鼓励听者“在当下好好活着并成功来狠狠教训过去”。这些学者还觉得它还是列侬与麦卡特尼合作的范例，特别是列侬在麦卡特尼写的合唱歌词“它一直在变好”的后面加了句有点嘲讽意味的搭腔“不能再差了”。麦卡特尼觉得列侬加的这句“与整首歌唱反调”的搭腔很有他本人的特色。这首歌是以两支分放左右吉他弹奏出的不对称而活泼的断音开头。两只吉他分别弹奏F大调九和弦的属音和下属音，最终在主歌开始时转到主音C。其中的属音作为低音部，通过低音吉他和拨动钢琴弦演奏两个相差八度的音这种方式增强。麦卡特尼的低音线 的重音并没有在歌曲强拍的根音上。

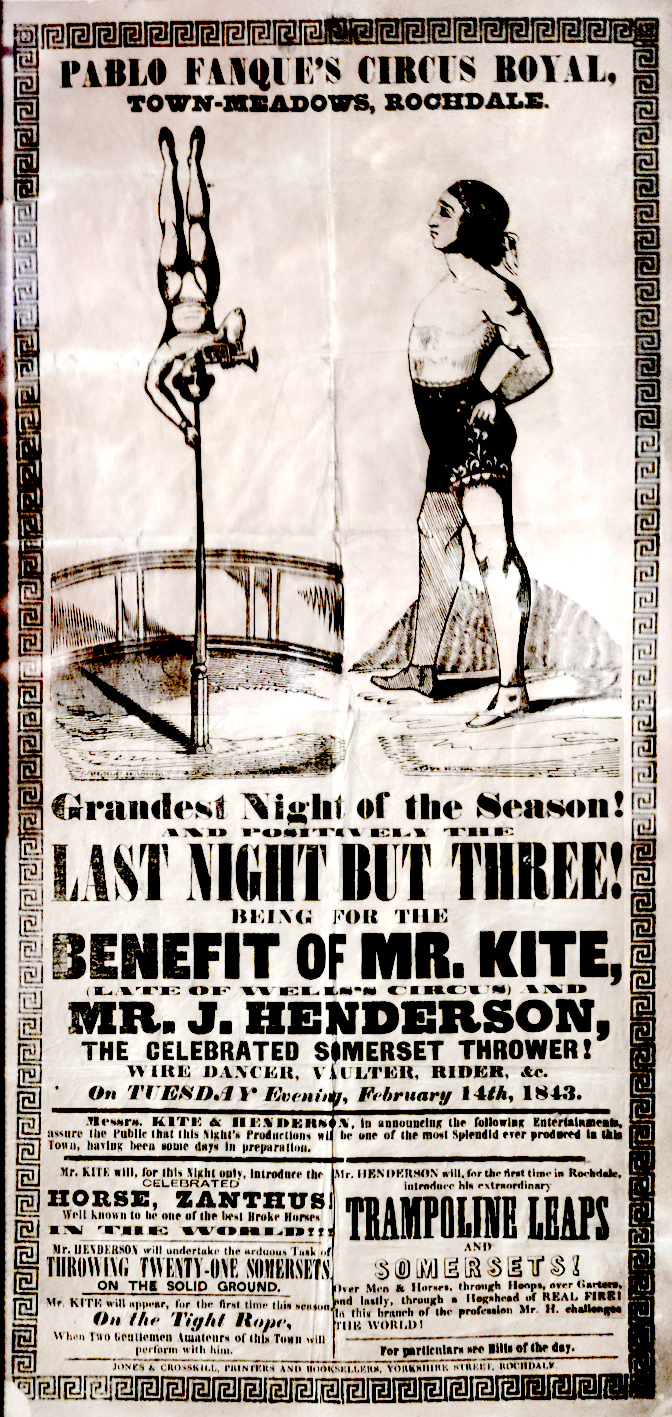
巴勃罗·范克皇家马戏团1843年的一张演出海报。它是《为凯特先生好》的灵感来源。

一些研究者认为《補上漏洞》是“讲述在人群中寻找自我认同感”的过程，特别是寻找把个人与社会整体区分开的“自我意识与人际关系”。还有一些学者觉得这是首表现主人公“心烦意乱和内向”性格的歌，其中麦卡特尼不再用“通常的那种平静”的口吻，而是用了一种“显得更心事重重”的唱腔。他们认为这首歌中哈利森的电吉他为这首歌情绪的表达起到非常好的作用。开头一句中“屋顶上漏雨的洞”改编自猫王的《We're Gonna Move》。在这首歌中麦卡特尼摆脱了种种不自在，信马由缰地发挥创意。
《她要離家出走了》（She's Leaving Home）在一些研究看来是在不和的人们之间感情的疏离，特别是因为代沟而疏远彼此的人们。麦卡特尼用了描述性的口吻，详细描述一个想要逃离“自私却又用心良苦”的父母控制的孤单得女孩深处的困境，改编自《每日邮报》刊载的一条少女离家出走的新闻。这首歌没有用到吉他和鼓，而是仿照《昨日》以及《埃莉诺·里格比》的做法代之以弦乐九重奏和竖琴 。
《為凱特先生好！》的歌词由列侬从巴勃罗·范克马戏团1843年的一张海报改编而成，該張海报是列侬在拍摄《永遠的草莓地》的PV时在肯特郡的一家古董店里购买的。有的研究者认为这首歌把海报上的内容与音乐很好的融合在一起，海报上的文字通过音乐得到了新的意义。此外，列侬要求后期制作出那种马戏团大棚中的效果。马丁与埃默里克通过拼贴由簧风琴、口琴及蒸汽笛风琴演奏的音效构造了那种氛围。一些研究者觉得这首歌“自然地流露出作者的快乐主义”。另一些研究者认为其中构造的爱德华时代的场景是对唱片开头的呼应。

### 第二面
在放弃了之前已录好的《Only a Northern Song》后，哈里森又写了这首具有印度传统音乐色彩的《身內體外》（Within You Without You）。这首歌的歌词显示了印度吠陀对哈里森的浸染。曲式和配器，比如西塔琴、塔布拉鼓、迪尔鲁巴琴及弹拨尔，也都反映了印度传统的拜赞歌。这首歌中有一段披头士之前作品没有出现过的自由速度乐段。整首歌采用类似于西方音乐中混合利底亚调式的卡玛吉音阶。有的学者觉得这首歌是与披头士惯用风格相差最远的一首歌。它的歌词代表着整张专辑抗拒西方物质主义的“意识”。另一些研究者认为它“有很大的探讨空间”，并且代表这张专辑“道德方面的灵魂”集中反映了爱之夏时期的披头士以至反文化运动的观点。这首歌最后以一片欢笑声收尾。有些听者把它解释为对这首歌的讥笑，不过哈里森本人是这么解释的：“它是在听完5分钟的悲伤音乐后的释怀……你应该听到观看佩珀中士演出的观众们的回应，这就是这张专辑的风格。”马丁用这段轻松的时刻引出了《在我六十四歲時》，这首他觉得“最好玩的歌”。
有的研究者认为这首《在我六十四歲時》是麦卡特尼“写给父母的”的歌。这首歌借鉴乔治·丰比的剧场音乐风格。其中还引用了唐纳德·麦吉尔绘制的“海滨明信片”的画面。它略显稀疏的编曲包括钟声、单簧管以及钢琴等元素。有的研究者认为这首歌是麦卡特尼“为讨好观众写的歌舞杂耍”，被列侬厌弃。另一些研究者认为这首歌是拉格泰姆与流行歌曲的结合体，把它放在结合了印度传统音乐的《身內體外》之后，是为了展示专辑题材的多样性。马丁后来回忆，麦卡特尼在编曲时希望能把单簧管部分写得“古典些，这样能绕过感伤的因素，让这首歌更禁得起咀嚼。这种形式给它猛添了一份讽刺的味道。” 还有一些研究者觉得这首歌是《佩珀中士》“迷幻结构中的一层”，是带有现实生活味道的间奏。有的学者觉得这首歌的音乐厅氛围得益于马丁编写的单簧管配乐以及斯塔尔对鼓刷的运用。同时，这种氛围又在麦卡特尼的唱腔以及其中的乔普林与小约翰·施特劳斯式的半音阶推动下进一步增强。这首歌录制时还用到变速技法，把整首歌的音高提了半音，令麦卡特尼的嗓音听起来更稚嫩。还有的研究者注意到尽管这首歌的主人公与佩珀中士的乐队有些联系，但还是与这张专辑的主题没什么关系。
《可愛的麗塔》相对于前一首歌又猛地向迷幻的方向倾斜。有的学者觉得这首歌体现了麦卡特尼创作意象丰富的音乐肖像的能力，同时也是披头士之后种种不能给人留下印象的作品的先声。另一些学者觉得这首歌尽管像是漫不经心完成的作品，但还是对这首歌明显的和弦走向大加赞扬。还有一些学者认为这首歌是对那些强调追求精神提升并摒弃自私自利的权威的讽刺。
《早安早安》的灵感来自家乐氏玉米片的广告。列侬把广告歌改编成了这首歌的副歌。这首歌用了带有布鲁斯色彩的A大调上的混合利底亚调式。有的学者觉得列侬借此表达内心的愤懑。列侬本人对这首歌评价并不高，麦卡特尼则把它看作是列侬对家庭生活挫折的反应。有的学者对这首歌的节奏变换赞赏有加，觉得变换的非常巧妙。有的学者觉得斯塔尔与麦卡特尼演奏的部分是这首歌的亮点。歌曲最后收尾的部分依照列侬的要求放入此起彼伏的动物叫声。马丁把最后的鸡叫声与下首歌吉他开始部分做了交叠处理，以实现两首歌的无缝衔接。
之后，《Sgt. Pepper》作为终曲的引子再现。披头士的助手尼尔·阿斯皮诺尔向乐队建议，既然是《Sgt. Pepper》给专辑开场，在邻近末尾处，乐队也该再在观众前露面。这次再现省略了铜管乐部分，速度也更快。有的研究者觉得乐队成员此时表面上的兴奋，在录音中清晰地得到了反映。
在《Sgt. Pepper》最后一个和弦结束后，随着由原声吉他弹奏出的一个弱拍上的八分音符，被某些学者认为是“史上最悲惨的歌曲之一”正式开场。 《生命中的一天》由列侬写的四段主歌、一段过场、两段管弦乐随机渐强乐段和麦卡特尼插进去的一段。前面的那个渐强乐段是第三段主歌与中间部分的引子。在中间部分之后则是有“梦幻模进”之称的过场。使用管弦乐团的这个想法是麦卡特尼提出的。灵感是从先锋派作曲家约翰·凯奇和卡尔海因茨·施托克豪森那里得到的。 这个24小节的渐强乐段是由四十位从伦敦爱乐乐团和皇家爱乐乐团中选出的音乐家演奏的。他们得到的任务是用“纯粹的天启之声”来补白。马丁后来形容列侬的要的是“令人恐惧地层层递进，从微不足道以至最后与世界末日无异”。列侬后来回忆这首歌地创意来自他读报纸地经历：“在我写这首歌时，我把《每日邮报》撑在面前的钢琴上……里面有一段提到在在兰开夏的布莱克本的路上有大约4000个坑洞。”在这首歌中，列侬希望能把他的歌声加上猫王的《傷心旅館》中的那种效果。为了实现这种效果，马丁与埃默里克加上了相差90毫秒的由剪辑录音带得到的“回声”。有的学者觉得，斯塔尔在其中的表现是“他录过的最具创造性的鼓点之一”。尽管他本人不怎么喜欢这浮夸的鼓点，但麦卡特尼还是鼓励他做做尝试。最后为歌曲以至整张专辑收尾的是像雷鸣一般的钢琴和弦。列侬、斯塔尔、麦卡特尼以及埃文斯先同时在三架钢琴上弹奏的E大调和弦，之后再以马丁弹奏的簧风琴声加强。有的研究者觉得这首歌是“佩珀幻想曲的收场白......俯察着专辑的全景”，同时它又通过引入“平行宇宙的日常生活”粉碎了“佩珀之地”的种种幻象。另一些学者则认为这首歌写的“不是生命本身的幻灭，而是在写对世俗看法的局限之处的顿悟”。在他们看来，它“仍是从艺术的角度对那个时代最透彻而新颖的表现之一”，代表了披头士的“最高成就”。
在《生命中的一天》结束后，一段15 kHz的高频声响起。这段声音是在列侬的建议下加上的，因为可以吓着狗。这之后则是来回来去的笑声和含糊不清的言语，把唱针推到唱片的引出槽。如果没有引出槽的话，那些没有配备自动回针装置的唱机就会循环不停地播放。在背景中可以听到列侬说到“太过瘾了”，麦卡特尼则回应“没别的法儿。”

## 封面插图
《佩珀中士》的封面由英国波普艺术家彼得·布萊克和詹恩·霍沃思依照麦卡特尼的草图设计，由罗伯特·弗雷泽担任艺术总监，迈克尔·库珀摄影。专辑封面是一幅多彩的拼贴画。穿着军乐队服装的乐队成员站在一班等身大的名人纸板前。哈里森在访问印度时为了变装留了浓密的胡须。之后其他成员也跟着留了胡子。
有的研究者认为，胡须反映了嬉皮士风格在当时日益增长的影响力，而乐队的服装则“戏仿了当时英国流行的军装风”。
披头士乐队站在封面中心的低音鼓后面。艺术家乔·艾格雷弗在鼓面上画了这张专辑的标题。
鼓的前面则是一簇摆成“披头士”字样的花。乐队成员穿着缎色军装风制服。服装由戏服制造商M·伯曼有限公司制作。成员右侧是从杜莎夫人蜡像馆借来的身着正装、留着“披头士狂热”时期盖头的成员们的蜡像。这张专辑还开了摇滚专辑在封底上把歌词全数印出的先例。

《佩珀中士》的内封插页，在麦卡特尼左臂上可以看到写有“O.P.P.”字样的徽章。“保罗已死”的支持者认为写的是“O.P.D.”，意思是“正式宣告死亡”（"Officially Pronounced Dead"）。 据马丁说，这枚徽章是歌迷送来的礼物，上面的字母是“安大略省警察局”（"Ontario Provincial Police"）的简称。

1967年3月30日，库珀在拍摄封面时，同时也拍了封底和内封插页。这些照片在一些研究者看来是在传递“看得见、摸得着的暖意……与以往那种炫技而又不食人间烟火的封面明显不同。”麦卡特尼这样解释说：“我们在那些日子里非常在意用眼睛传达信息……所以迈克尔·库珀拍照时，我们都在说：‘看着相机，打从心底里说我爱你！用力去尝试和感受爱；通过这个去给出爱！它就会散发出来，它会表现出来。这是一种态度。’就是这样，如果你看到它，你就会看到我们在眼中付出的巨大努力。”专辑的内封由荷兰设计团队制作。他们没有用标准的白底，而是加上了栗色、红色、粉色以及白色的波浪纹。专辑的赠品包括一张布雷克和霍沃思设计的剪贴纸板、一张明信片大小的一句列侬家雕像制作的佩珀中士像、一个假胡子、两套军士条纹、两枚襟章以及穿着缎面制服的乐队成员的立纸板。有的学者认为，附赠的这些东西是为了帮助歌迷“装扮成乐队的样子”。不过，也有很多人猜测这些东西可能有更深层的含义。
封面里的名人组影由57幅照片和9尊蜡像摄制而成。这些名人涉及演员、运动员、科学家以及应哈里森要求剪入的自我了悟联谊会的四位大师。有的研究者认为这画面可以看作“那十年的文化风貌指南”，显示了“阳春白雪与下里巴人间隔阂的打破”使社会民主程度进一步加深。最后选中的名人包括鲍勃·迪伦和博比·布林等歌手，马龙·白兰度、托尼·柯蒂斯、玛琳·黛德丽和玛丽莲·梦露等电影明星、奥伯利·比亚兹莱等艺术家、桑尼·利斯顿等拳击手以及等足球选手。此外还包括斯坦·劳雷尔、奥利弗·哈代和W·C·菲尔兹等喜剧演员及H·G·威尔斯、奥斯卡·王尔德、路易斯·卡罗与迪伦·托马斯等作家。列侬曾想把阿道夫·希特勒和耶稣基督加入其中，但遭到拒绝。
当被问到为什么不收入埃尔维斯·普莱斯利时，麦卡特尼回答说：“埃尔维斯太重要了，远远超过了其他人……所以我们没有把他列入名单，因为他不仅仅是个流行歌手，他是猫王。”
封面插图的最终成本非常高昂、高达£3000（相当于现在的£57929）。同时代其他的封面的花费不过£50（相当于现在的£965。因为这项工作，布莱克和霍沃思赢得了1968年格莱美最佳唱片封面与平面艺术奖。

## 发行
在专辑正式发行前，披头士给美国歌手卡丝·埃利奥特带去了试听碟。他们在那天早上六点对着窗外高声播放着专辑。成员的朋友和前新闻经纪人德雷克·泰勒后来回忆：附近居民打开了窗户，毫无怨言地听着，因为他们知道那是还未发行的披头士的作品。5月26日，专辑在原定的发售日期6月1日前于英国提早发行。美国的发行时间则是6月2日。这张专辑是披头士首张英美两个版本收录内容完全相同的专辑。《佩珀中士》在英国首周夺冠并连续蝉联22周的周冠，还在前七天里售出25万张。6月4日，吉米·亨德里克斯体验乐队在伦敦萨维尔剧院演出时表演了专辑的标题曲。爱泼斯坦当时是剧院的所有者。哈里森和麦卡特尼也观看了演出。麦卡特尼后来这样描述了那个时刻：“大幕拉开，亨德里克斯向前走来时弹奏着《佩珀中士》。这对于任何一个人来说都是值得大书特书的事。我把这当作是我职业生涯中的最高荣誉之一。”《滚石》杂志的兰登·温纳后来回忆说：
自1815年维也纳会议以来，西方文明团结最紧密的时刻就是《佩珀中士》发行的那周。欧洲和美国的每一个城市的广播电台都播放着（它）……每个人都在听……这是我听过的最令人惊异的事情。在那一瞬间，西方分崩离析的意识至少在年轻人的心目中重归为一。
《佩珀中士》被听众们广泛地认为是“爱之夏”在音乐上的写照。在蒂姆·莱利看来，这张专辑“通过史无前例的大规模传播，让人们团结聚集在一起”。美国广播电台打破了日常的节目安排，在播出时段里循环不停地播放这张专辑。它从1967年7月1日至10月13日占据了美国公告牌专辑榜的第一名位置长达15周。《佩珀中士》在发行的三个月内销售了250万张，商业成绩超过了披头士之前所有专辑。其中没有一首歌在当时作为单曲发行。

## 业界反响
| 回顾性评论       | 回顾性评论 |
| 評論得分         | 評論得分   |
| 來源             | 評分       |
| ---------------- | ---------- |
| AllMusic         | [ 237 ]    |
| '《影音俱乐部》  | B+         |
| 《每日电讯报》   | [ 239 ]    |
| 《流行音乐百科》 | [ 240 ]    |
| MusicHound       | 5/5        |
| Paste            | 89/100     |
| Pitchfork Media  | 10/10      |
| 《滚石专辑指南》 | [ 244 ]    |
| Sputnikmusic     | 5/5        |
| 《乡村之声》     | A          |

这张专辑在当时获得了乐评界一致的好评。乐评人广泛地认同它的质量，认为与其商业成绩相符。《泰晤士报》的肯尼思·泰南形容这是“西方文明史的决定性时刻”。理查德·波里尔写道：“(后人)回味《佩珀中士》这张专辑时，听到的不仅仅是流行音乐的历史，而是本世纪的历史。”《时代》杂志则表示它是“音乐，任何风格的音乐，发展的历史始航点”。《新闻周刊》的杰克·克罗尔称其为“杰作”，将歌词与伊迪丝·西特韦尔、哈罗德·品特和T·S·艾略特的文学作品进行比较。尤其是《A Day in the Life》，他认为其可以与艾略特的《荒原》相提并论。 《纽约时报书评》将其定位为“歌曲黄金时代”的先声，而《新政治家》的威尔弗里德·梅勒斯则赞扬它提升了流行音乐的艺术水准。
当时非常有名的美国评论家，理查德·戈德斯坦在《纽约时报》上写了一篇尖刻的评论。他觉得《佩珀中士》滥用特效，华而不实。据音乐记者罗伯特·克里斯特高回忆，刊载这篇乐评后，“驳斥与谩骂的信件如潮水般涌到《纽约时报》”。这波抵制的浪潮可能是他在报业史上见过的“乐评获得过的最大的反响”。戈德斯坦之后为他的评论做了辩护。他解释说，这张专辑虽然不能与披头士之前的佳作相提并论，但还是“胜过了八成左右的音乐”。不过他还是觉得“剥去其中的特效，回到作品音乐和感情本质时”，这部作品看起来虽精巧，却毫无长进。克里斯特高1967年在《时尚先生》的杂志专栏中表示《佩珀中士》是“守成之作，虽比左轮手枪更精巧，却没有本质进步。”，并表示戈德斯坦只是“过度期待的受害者”，并指出他的基本错误是“那些滤镜、混响、管弦乐和加录的特效让他对在那些之下还算不错的本质充耳不闻。”
在1968年颁发的第10届格莱美奖当中，《佩珀中士》揽获了最佳唱片封面与平面艺术、最佳非古典录音工程专辑以及最佳当代音乐专辑等奖项。同时它还是首张赢得年度专辑这项殊荣的摇滚专辑。

## 争议
1979年，在为《苦中作乐：荒岛上的摇滚》收集资料时，编辑格雷尔·马库斯请了20位摇滚乐评人投票选出史上最佳摇滚专辑。《橡皮灵魂》有人提及，而《佩珀中士》则无人问津。他表示，到了1968年，在美国人生活的政治和社会方面都经过了剧变的背景下，这张专辑就显得空洞无物了。他认为这张专辑是“特效的胜利”，也是“那个时代缎色的墓碑”。他觉得这张专辑“俏皮却做作”，“与其说是对时代的总结，不如说是对它的妥协”。马库斯认为，这张专辑在“受到全世界人们的偏爱”时已“作茧自缚”。
克里斯特高在1981年表示，尽管乐评人在戈德斯坦发出差评时都不同意他的观点，但后来许多人转而赞同它的意见。有朋克摇滚新闻界“教父”之称的莱斯特·班斯在1981年写道：“戈德斯坦在那篇饱受诟病的乐评中所说的都是对的……这张专辑几乎一手毁掉了摇滚。”他表示：“六十年代时，摇滚乐开始自视为一种‘艺术形式’。而摇滚乐并不是一种‘艺术形式’；摇滚乐是从心底里发出的活生生的哀嚎。”音乐学家约翰·康姆斯认为保留真情实感是摇滚的第一要义，并表示许多纯粹主义者正是因此抨击《佩珀中士》，“从浑然天成堕落为华而不实、小题大做而又自以为是。”他还表示，批评者们并不把这张专辑看作是一次突破，而是“把所有好的，真实的和摇滚的地方打破了。”克里斯特高也表示：“尽管《佩珀中士》被人们视为摇滚杰作中最有影响力的一张。但它也只是最有名而已。从回顾的眼光来看，它身上的日神色彩特别浓烈——精确有节，以至刻板——但它显然是摇滚主流的异数。”不过在艾伦·穆尔看来：“可能是因为它对文化的冲击太大，人们对它的要求也就显得过分苛刻了。”

### 负面评价
《佩珀中士》自发行以来虽然广受好评，但这张专辑还是遭到了一些指责。在1998年《旋律之神》杂志组织的评选活动中，它被流行歌星、DJ和记者评选为史上最差唱片。其中抨击最为猛烈的是音乐人兼记者约翰·罗布，他把这张专辑称作是1967年摇滚低潮的标志。《卫报》评论人理查德·史密斯在2007年专辑发行40周年纪念前夕发表了严厉的批评：“如果不是最差的话，它肯定就是史上最被高估的专辑”。他还表示，这张“让人饱受身心煎熬”的专辑之所以经常被音乐报刊列为史上最佳，只是它对文化的冲击，“并不是因为专辑本身有何长处”。在2007年举行的“据说很伟大，但很高兴没听过第二遍的专辑”评选中，艺术家和作家比利·托尼什提名了这张专辑，说它“标志着摇滚的死亡”。音乐人兼作家比尔·德拉蒙德在2010年发表的一篇文章中称它是“音乐史中产生过的最糟糕的东西”。2015年，滚石乐队的吉他手基思·理查兹觉得这张专辑“是一堆混在一起的垃圾，还有点像《Their Satanic Majesties Request》”。

### 关于概念性的争议
披头士从《佩珀中士》的第一首歌开始构造上演故事的空间。标题曲在第二面高潮《A Day in the Life》之前的复现，则意味着这个故事框架的完成。不过斯塔尔觉得，只有前两首歌曲和标题曲的复现才能谈得上在概念上有联系。列侬同意这个观点，并在1980年评论道：“《佩珀中士》说是首张概念专辑，但这个概念在任何地方都见不到……（概念看起来）产生了作用也只是因为我们说它有作用而已。”列侬还表示，他在专辑中做的东西与“佩珀中士”无关。此外，他还表示其他的歌曲大部分也同样没有什么联系，并指出：“除了佩珀中士介绍比利·希尔斯以及所谓的再现外，其他任何一首歌曲放在任何其他专辑中都不会显出异样来。”马丁在这张专辑完成后就担心稀少的音乐统一性可能会招致名不符实的指责。
尽管有这些担忧，人们还是广泛认为《佩珀中士》是流行音乐中第一张真正的概念专辑”。披头士确实引入了统一单个曲目的总主题。音乐的统一性还体现在，不同调性上的冬季的关系，特别是涉及C大调、E大调和G大调时”。此外，专辑还有共通的和声形态以及下降的旋律。这形成了专辑总体上的凝聚力，虽然概念上不一定统一，但叙事方式是统一的。不过，除了复现部分之外，这张专辑缺乏套曲那种旋律及和声的连续性。乐评人威廉·曼在1967年5月写给《泰晤士报》的一篇评论文章中提出了类似的观点。他觉得标题曲，它的复现以及“为凯特先生好”之间才存在着主题联系，也就是说除了这些歌曲外，这张专辑的“统一性有点似是而非”。1972年，音乐学者理查德·米德尔顿提出这张专辑“组织不清”。听众能理解专辑的主旨，但这个主旨实际上显得有点鸡肋。尽管如此，乐评人和歌迷对于《佩珀中士》的概念性与统一性都已有了定见。它也成为“概念专辑”这个词的滥觞。

## 后续影响
音乐学家们认为《佩珀中士》是披头士继《橡皮灵魂》和《左轮手枪》后艺术进一步成熟的体现。其中有独立人格的歌词、后期制作的种种实验以及为打破传统曲目时长局限所付出的努力推动了前卫摇滚的发展。《佩珀中士》和《宠物之声》被凯里·琼斯认为是开艺术摇滚先河之作。而《佩珀中士》更是“英式迷幻摇滚的扛鼎之作”。《新音乐快递》杂志将其评为“管弦乐巴洛克风格的流行杰作”。《滚石》杂志的安迪·格林认为它昭示着“专辑时代”的到来。在《佩珀中士》发行后的几年里，套曲曲式日益受到摇滚界的推崇。而专辑的销量也首次超过了单曲。有的学者认为正是《佩珀中士》让专辑从单曲的“分发载体”转化为独立的“创作载体”。而奥利弗·朱利恩则认为这张可以作为时代象征的专辑让流行音乐进一步得到了社会主流文化的认同。新闻界也认为它影响了1960年代的反文化的发展进程。20世纪70年代的华丽摇滚也借鉴了《佩珀中士》设置化身的手法。MacDonald 2005，第232頁1977年，这张专辑获得了首届全英音乐奖的最佳英国专辑奖。
《佩珀中士》以510万张的认证销量是英国第三畅销的专辑。《佩珀中士》也是美国商业最为成功的专辑之一，截至1997年美国唱片工业协会认证的销量达1100万张。它已经在全球售出超过3200万张，成为史上销量最高的专辑之一。音乐记者兼作家查尔斯·沙尔·默里在1987年写给《Q》杂志的评论中称这张专辑是1960年代后期传奇与图腾的顶梁支柱。安东尼·德·费尔蒂斯也在同一年写给《滚石》杂志的文章中形容它是“引起摇滚革命的巨大成就”。1994年，《佩珀中士》在科林·拉金评选的“史上一千大专辑”中排名第一，并被称作是“革新、改变并再次定义了现代流行音乐边界的专辑”。2003年，这张专辑因其在“文化、历史或是美学方面的重要性”成为收入美国国会图书馆国家录音名录的50份录音之一。同年，在《滚石》杂志评选的“史上最伟大的500张专辑”榜单中，《佩珀中士》夺得头筹，同时被称作是披头士八年生涯的巅峰。拉金在《流行音乐百科》中写道：“它不仅仅只是流行专辑，而且还是文化符号，囊括了60年代青年文化的各种元素：波普艺术、装饰时尚、毒品、即时神秘主义和摆脱父母控制。”2006年，《佩珀中士》被《时代》杂志选为史上100大专辑之一。同年，音乐学者大卫·斯科特·卡斯坦称《佩珀中士》是“史上最重要且最有影响力的摇滚专辑”这张专辑还被收录在《生前必听的1001张专辑》中。

### 后期制作及封面的影响
乔治·马丁与布赖恩·威尔逊一道，普及了“以录音室作为乐器”辅助创作的这一思路。“将录音技术融入创作过程中”是《佩珀中士》的一项重要创新。埃德加·瓦雷兹的《电子音诗》是这一步的先行者。那部作品使录音不再只是单纯的记录手段，还是创作的实现手段。《生命中的一天》就是这一思路很好的例证。在《佩珀中士》录制期间，罗伯特·穆格正在研究第二代键盘合成器。但专辑并没有用上这种合成器。录制过程是依靠在阿比路录音室可以用到的电子与原声乐器以及现场录制实现的。音乐家兼制作人亚伦·派森认为，由于《佩珀中士》“人们开始认为一张专辑可以花一年的时间来制作。他们意识到专辑是声音的艺术，不只是音乐方面的创作。这种想法后来逐步转化为将唱片不只视为现场表演的再现，而且还是独立的作品。”

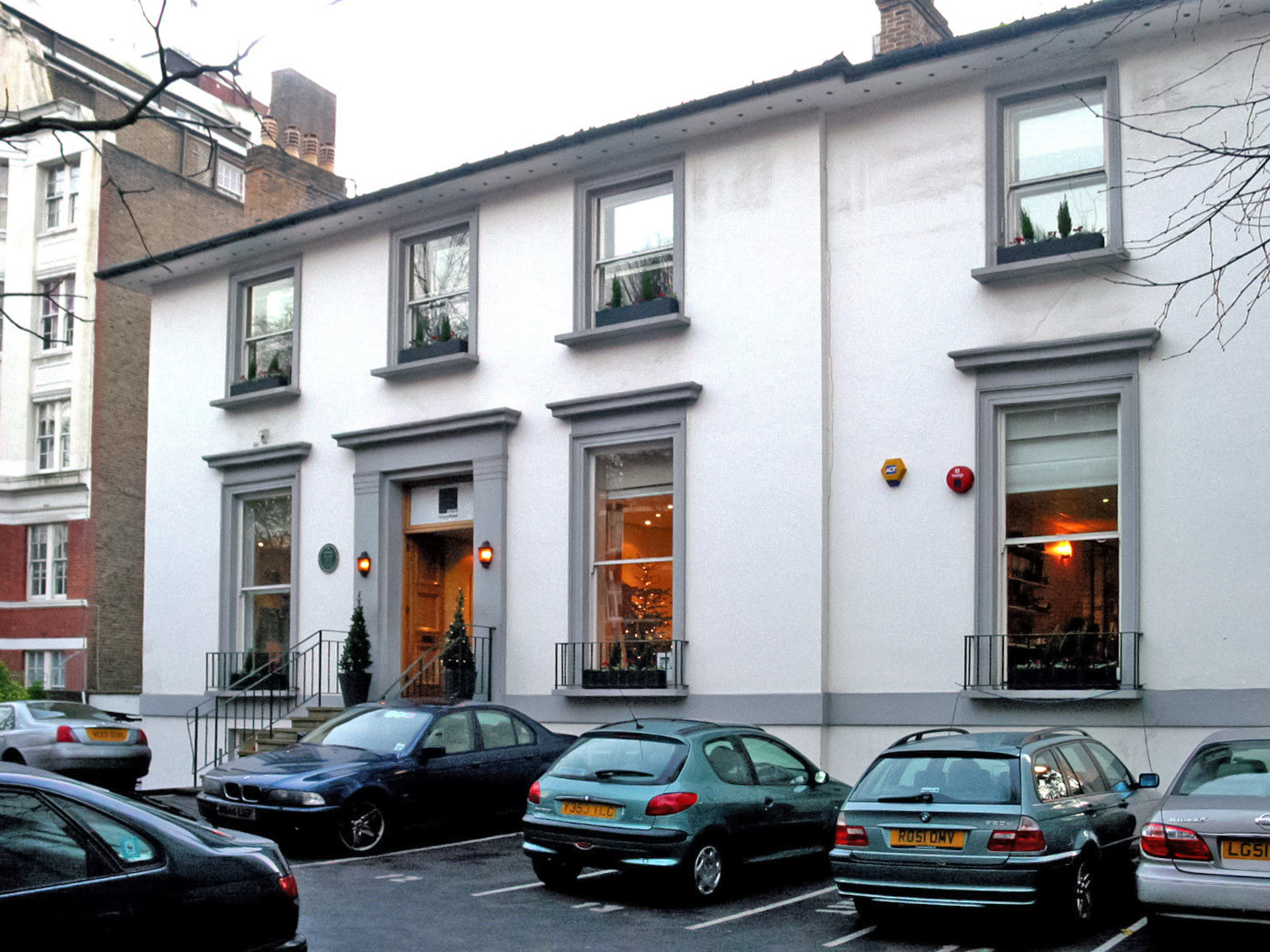
阿比路录音室

奥利弗·朱利恩认为《佩珀中士》是“录音室转化为创作工具的象征”，标志着“流行音乐进入为唱机创作的时代”。它长远的商业成功与巨大的影响力很大程度上得益于马丁和他的工程师同事们利用录音室设备发明的新的技术和手法。类似于在引出槽中放入随机杂音的这种艺术实验是这张专辑最典型的特征。在披头士研究者马克·刘易松看来，《佩珀中士》是乐队最后一部团结合作的作品。成员间的关系在专辑完成即开始恶化。到了1968年发行白色专辑时，他们的凝聚力已完全消失。埃默里克也曾注意到哈里森与斯塔尔在这张专辑中的边缘化，并表示《佩珀中士》比起之前专辑来说，列侬与麦卡特尼的个人色彩进一步加深，乐队合作的味道更淡了。
伊恩·英格利斯表示《佩珀中士》还有一处值得后人铭记的地方是封面“与音乐、艺术以及时空达成了前所未有的对应”。在这张专辑发行之后，封套不再是“聆听专辑时可以放置一旁的多余之物，而是这个过程中拓展音乐体验不可分割的组成部分”。这张封面促进专辑成为值得批判性分析的话题。“流行音乐的结构和文化”就此登上大雅之堂。他还写道，《佩珀中士》的在视觉和美学角度都具有开创性。其创新而富有想象力的设计受到广泛的赞誉。它成为平面设计涉足流行音乐的早期推手之一，并被认为是艺术和流行文化之间的明确联系的源流之一。蒂姆·莱利认为这张封面是“史上最有名的波普艺术作品之一”。英国广播公司在1990年代后期把它列入了英国二十世纪艺术和设计杰作名录。2008年，封面上用到的标志性的低音鼓皮以67万欧元的价格拍卖出售。

## 收录曲目

### 原版
《佩珀中士》是披头士首张英美两国发行的版本收录曲目完全一致的专辑。下列信息引自刘易松及麦克唐纳的描述。
| 第一面 | 第一面                               | 第一面         | 第一面 |
| 曲序   | 曲目                                 | 主唱           | 时长   |
| ------ | ------------------------------------ | -------------- | ------ |
| 1.     | 《佩珀中士的寂寞之心俱樂部樂隊》（Sgt. Pepper's Lonely Hearts Club Band） | 麦卡特尼       | 2:02   |
| 2.     | 《得益於我朋友的小小幫助》（With a Little Help from My Friends）       | 斯塔尔         | 2:44   |
| 3.     | 《露西在綴滿鑽石的天空》（Lucy in the Sky with Diamonds）         | 列侬           | 3:28   |
| 4.     | 《變好》（Getting Better）                         | 麦卡特尼       | 2:48   |
| 5.     | 《補上漏洞》（）                     | 麦卡特尼       | 2:36   |
| 6.     | 《她要離家出走了》（）               | 麦卡特尼与列侬 | 3:35   |
| 7.     | 《為凱特先生好！》（）               | 列侬           | 2:37   |

| 第二面 | 第二面                                       | 第二面                 | 第二面 |
| 曲序   | 曲目                                         | 主唱                   | 时长   |
| ------ | -------------------------------------------- | ---------------------- | ------ |
| 8.     | 《身內體外》（）                             | 哈里森                 | 5:04   |
| 9.     | 《在我六十四歲時》（）                       | 麦卡特尼               | 2:37   |
| 10.    | 《可愛的麗塔》（Lovely Rita）                           | 麦卡特尼               | 2:42   |
| 11.    | 《早安早安》（Good Morning Good Morning）                             | 列侬                   | 2:41   |
| 12.    | 《佩珀中士的寂寞之心俱樂部樂隊（復現）》（Sgt. Pepper's Lonely Hearts Club Band (Reprise)） | 列侬、麦卡特尼和哈里森 | 1:19   |
| 13.    | 《生命中的一天》（）                         | 列侬与麦卡特尼         | 5:39   |

### 50周年纪念版

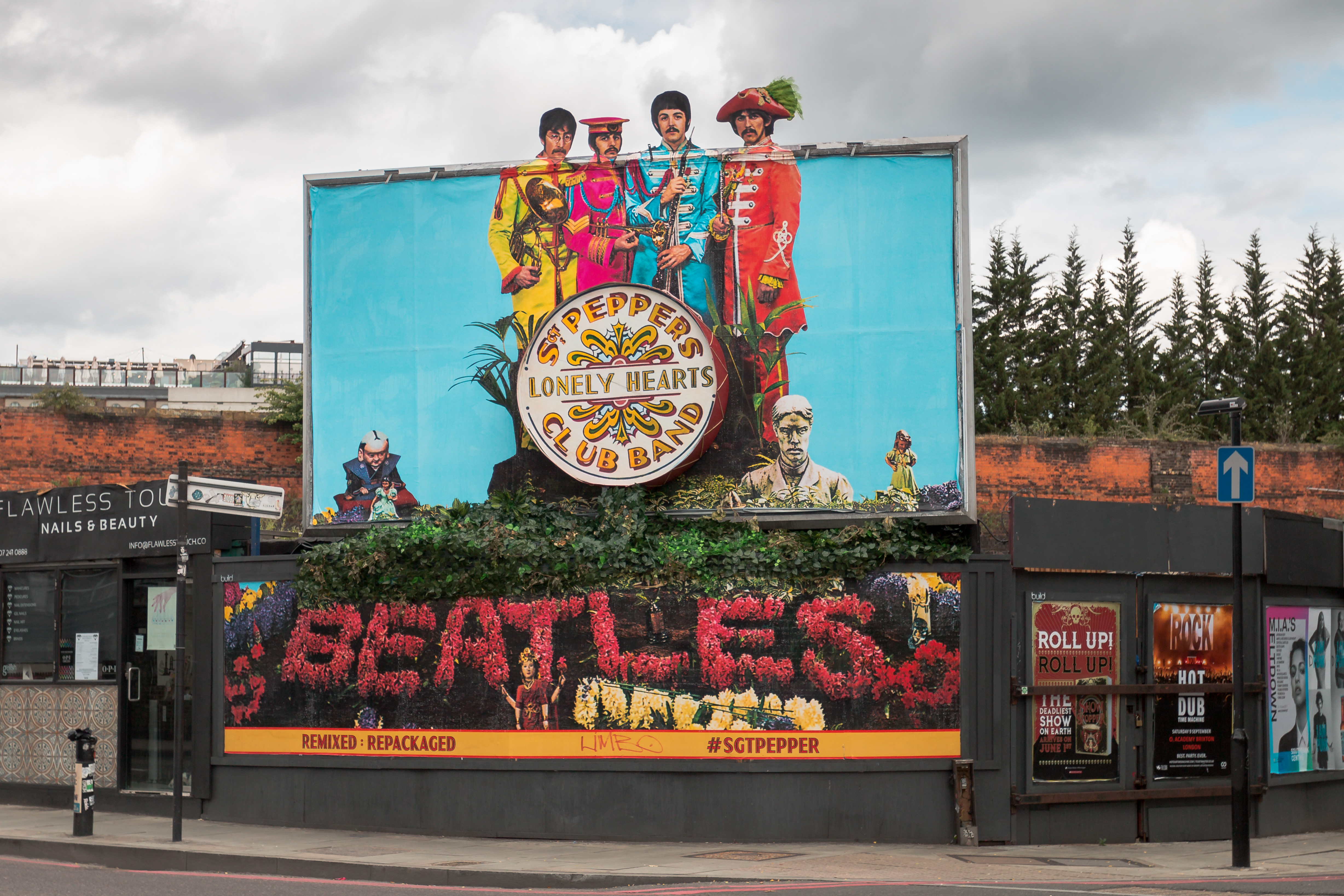
《佩珀中士》50周年公告牌（摄于伦敦）

2017年5月26日，专辑发行了4个版本的50周年纪念版：单CD，双CD套装，双黑胶套装以及6碟超豪华版。首张CD收录了一个由乔治·马丁的儿子贾尔斯制作的新的立体声混音版。在现代技术的加持下，2017年混音版相比起原版声音更加通透，空间感更加明显。其他碟片则收录了其他混音版以及未发行过的素材。6碟套装有4张CD、1部纪录片（DVD和蓝光两种版本）和专辑的5.1环绕混音版。
| 双CD/黑胶附赠碟/数字版 | 双CD/黑胶附赠碟/数字版                                                   | 双CD/黑胶附赠碟/数字版 |
| 曲序                   | 曲目                                                                     | 时长                   |
| ---------------------- | ------------------------------------------------------------------------ | ---------------------- |
| 1.                     | 《佩珀中士的寂寞之心俱乐部乐队》（第9次试录）                            | 2:37                   |
| 2.                     | 《得益于我朋友的小小帮助》（第1次试录 – 开头失误和第2次试录 – 器乐部分） | 3:15                   |
| 3.                     | 《露西在綴滿鑽石的天空》（第1次试录）                                    | 3:40                   |
| 4.                     | 《变好》（第1次试录 – 器乐部分和最后成员间交流）                         | 2:19                   |
| 5.                     | 《补上漏洞》（成员间交流和第3次试录）                                    | 3:28                   |
| 6.                     | 《她要离家出走了》（第1次试录 – 器乐部分）                               | 3:49                   |
| 7.                     | 《为凯特先生好！》（第4次试录）                                          | 3:08                   |
| 8.                     | 《身内体外》（第1次试录 – 印度器乐部分）                                 | 5:33                   |
| 9.                     | 《在我六十四岁时》（第2次试录）                                          | 3:00                   |
| 10.                    | 《可爱的丽塔》（成员间交流和第9次试录）                                  | 3:05                   |
| 11.                    | 《早安早安》（第8次试录）                                                | 2:47                   |
| 12.                    | 《佩珀中士的寂寞之心俱乐部乐队（复现）》（第8次试录）                    | 2:00                   |
| 13.                    | 《生命中的一天》（第1次试录以及最后和弦哼鸣）                            | 4:52                   |
| 14.                    | 《永远的草莓地》（第7次试录）                                            | 3:17                   |
| 15.                    | 《永远的草莓地》（第26次试录）                                           | 3:19                   |
| 16.                    | 《永远的草莓地》（2015年立体声混音版）                                   | 4:10                   |
| 17.                    | 《便士巷》（第6次试录 – 器乐部分）                                       | 2:56                   |
| 18.                    | 《便士巷》（2017年立体声混音版）                                         | 3:00                   |

| 超豪华版第1碟 — 2017年立体声混音版 | 超豪华版第1碟 — 2017年立体声混音版       | 超豪华版第1碟 — 2017年立体声混音版 |
| 曲序                               | 曲目                                     | 时长                               |
| ---------------------------------- | ---------------------------------------- | ---------------------------------- |
| 1.                                 | 《佩珀中士的寂寞之心俱乐部乐队》         | 2:02                               |
| 2.                                 | 《得益于我朋友的小小帮助》               | 2:44                               |
| 3.                                 | 《露西在綴滿鑽石的天空》                 | 3:28                               |
| 4.                                 | 《变好》                                 | 2:48                               |
| 5.                                 | 《补上漏洞》                             | 2:36                               |
| 6.                                 | 《她要离家出走了》                       | 3:35                               |
| 7.                                 | 《为凯特先生好！》                       | 2:37                               |
| 8.                                 | 《身内体外》                             | 5:04                               |
| 9.                                 | 《在我六十四岁时》                       | 2:37                               |
| 10.                                | 《可爱的丽塔》                           | 2:42                               |
| 11.                                | 《早安早安》                             | 2:41                               |
| 12.                                | 《佩珀中士的寂寞之心俱乐部乐队（复现）》 | 1:19                               |
| 13.                                | 《生命中的一天》                         | 5:39                               |

| 超豪华版第2碟 — 早期试录精选，以首录日期排序 | 超豪华版第2碟 — 早期试录精选，以首录日期排序              | 超豪华版第2碟 — 早期试录精选，以首录日期排序 |
| 曲序                                         | 曲目                                                      | 时长                                         |
| -------------------------------------------- | --------------------------------------------------------- | -------------------------------------------- |
| 1.                                           | 《永远的草莓地》（第1次试录）                             | 2:40                                         |
| 2.                                           | 《永远的草莓地》（第4次试录）                             | 3:00                                         |
| 3.                                           | 《永远的草莓地》（第7次试录）                             | 3:17                                         |
| 4.                                           | 《永远的草莓地》（第26次试录）                            | 3:19                                         |
| 5.                                           | 《永远的草莓地》（2015年立体声混音版）                    | 4:10                                         |
| 6.                                           | 《在我六十四岁时》（第2次试录）                           | 3:00                                         |
| 7.                                           | 《便士巷》（第6次试录 – 器乐部分）                        | 2:56                                         |
| 8.                                           | 《便士巷》（和声加录部分和成员间交流）                    | 1:47                                         |
| 9.                                           | 《便士巷》（2017年立体声混音版）                          | 3:00                                         |
| 10.                                          | 《生命中的一天》（第1次试录）                             | 4:41                                         |
| 11.                                          | 《生命中的一天》（第2次试录）                             | 4:49                                         |
| 12.                                          | 《生命中的一天》（管弦加录部分）                          | 0:56                                         |
| 13.                                          | 《生命中的一天》（最后和弦哼鸣）（第8、9、10和11次试录）  | 1:55                                         |
| 14.                                          | 《生命中的一天》（最后和弦）                              | 2:53                                         |
| 15.                                          | 《佩珀中士的寂寞之心俱乐部乐队》（第1次试录 – 器乐部分）  | 2:34                                         |
| 16.                                          | 《佩珀中士的寂寞之心俱乐部乐队》（第9次试录和成员间交流） | 2:37                                         |
| 17.                                          | 《早安早安》（第1次试录 – 器乐部分，间断）                | 1:04                                         |
| 18.                                          | 《早安早安》（第8次试录）                                 | 2:47                                         |

| 超豪华版第3碟 — 同上 | 超豪华版第3碟 — 同上                                                     | 超豪华版第3碟 — 同上 |
| 曲序                 | 曲目                                                                     | 时长                 |
| -------------------- | ------------------------------------------------------------------------ | -------------------- |
| 1.                   | 《补上漏洞》（第1次试录）                                                | 3:00                 |
| 2.                   | 《补上漏洞》（成员间交流和第3次试录）                                    | 3:28                 |
| 3.                   | 《为凯特先生好！》（第1次试录前成员间交流；第4次试录和最后成员间交流）   | 3:08                 |
| 4.                   | 《为凯特先生好！》（第7次试录）                                          | 2:35                 |
| 5.                   | 《可爱的丽塔》（成员间交流和第9次试录）                                  | 3:05                 |
| 6.                   | 《露西在綴滿鑽石的天空》（第1次试录和最后成员间交流）                    | 3:40                 |
| 7.                   | 《露西在綴滿鑽石的天空》（成员间交流、开头失误和第5次试录）              | 4:08                 |
| 8.                   | 《变好》（第1次试录 – 器乐部分和最后成员间交流）                         | 2:19                 |
| 9.                   | 《变好》（第12次试录）                                                   | 2:45                 |
| 10.                  | 《身内体外》（第1次试录 – 纯印度器乐部分）                               | 5:33                 |
| 11.                  | 《身内体外》（乔治与音乐家们交流）                                       | 3:56                 |
| 12.                  | 《她要离家出走了》（第1次试录 – 器乐部分）                               | 3:49                 |
| 13.                  | 《她要离家出走了》（第6次试录 – 器乐部分）                               | 3:48                 |
| 14.                  | 《得益于我朋友的小小帮助》（第1次试录 – 开头失误和第2次试录 – 器乐部分） | 3:15                 |
| 15.                  | 《佩珀中士的寂寞之心俱乐部乐队（复现）》（成员间交流和第8次试录）        | 2:00                 |

| 超豪华版第4碟 — 1967年原始单声道混音版及附赠曲目 | 超豪华版第4碟 — 1967年原始单声道混音版及附赠曲目          | 超豪华版第4碟 — 1967年原始单声道混音版及附赠曲目 |
| 曲序                                             | 曲目                                                      | 时长                                             |
| ------------------------------------------------ | --------------------------------------------------------- | ------------------------------------------------ |
| 1.                                               | 《佩珀中士的寂寞之心俱乐部乐队》                          | 2:02                                             |
| 2.                                               | 《得益于我朋友的小小帮助》                                | 2:44                                             |
| 3.                                               | 《露西在綴滿鑽石的天空》                                  | 3:28                                             |
| 4.                                               | 《变好》                                                  | 2:48                                             |
| 5.                                               | 《补上漏洞》                                              | 2:36                                             |
| 6.                                               | 《她要离家出走了》                                        | 3:35                                             |
| 7.                                               | 《为凯特先生好！》                                        | 2:37                                             |
| 8.                                               | 《身内体外》                                              | 5:04                                             |
| 9.                                               | 《在我六十四岁时》                                        | 2:37                                             |
| 10.                                              | 《可爱的丽塔》                                            | 2:42                                             |
| 11.                                              | 《早安早安》                                              | 2:41                                             |
| 12.                                              | 《佩珀中士的寂寞之心俱乐部乐队（复现）》                  | 1:19                                             |
| 13.                                              | 《生命中的一天》                                          | 5:39                                             |
| 14.                                              | 《永远的草莓地》（原始单声道混音版）                      | 4:08                                             |
| 15.                                              | 《便士巷》（原始单声道混音版）                            | 3:02                                             |
| 16.                                              | 《生命中的一天》（未发行初次单声道混音版）                | 4:43                                             |
| 17.                                              | 《镶着钻石的天空中的露西》（未发行单声道混音版 – 第11号） | 3:49                                             |
| 18.                                              | 《她要离家出走了》（未发行初次单声道混音版）              | 3:42                                             |
| 19.                                              | 《便士巷》（国会唱片美国宣传碟 – 单声道混音版）           | 3:01                                             |

在50周年纪念期间，BBC、PBS以及Arte播放了由苹果唱片制作、霍华德·古多尔撰稿并主持的纪录片《佩珀中士的音乐革命》。此外，世界各地多处著名地点，包括纽约时代广场，都以各种形式，包括张贴海报及树立公告牌，纪念专辑发行50周年。

## 主创人员
下列信息引自刘易松及麦克唐纳的描述：

| 披头士 - 约翰·列侬：主唱，和声，背景人声；节奏、主音以及原声吉他；哈蒙德管风琴和最后的钢琴和弦；口琴，循环带及其他音效（包括梳子刮擦面巾纸的声音）；鼓掌声，小手鼓及沙锤 - 保罗·麦卡特尼：主唱，和声，背景人声；低音及主音吉他；电子琴与原声钢琴，劳里管风琴与哈蒙德管风琴；鼓掌声；乐队练声音效，循环带及其他音效包括梳子刮擦面巾纸的声音） - 乔治·哈里森：和声，背景人声；主音、节奏以及原声吉他；西塔琴；弹拨尔；口琴和卡祖笛；鼓掌声和沙锤；《身内体外》中主唱 - 林戈·斯塔尔：鼓，康加鼓，小手鼓，沙锤，鼓掌声和管钟；《得益于我朋友的小小帮助》中主唱；口琴；最后的钢琴和弦 后期制作 - 杰夫·埃默里克：音频工程师；循环带及其他音效 - 乔治·马丁：制作人和混音师；循环带及其他音效；《补上漏洞》中的大键琴，《为凯特先生好！》中的劳里管风琴和簧风琴，《为凯特先生好》中的劳里管风琴和鐘琴，《得益于我朋友的小小帮助》中的哈蒙德管风琴，《变好》中的钢琴以及《可爱的丽塔》中的钢琴独奏；最后的管风琴和弦 | 合作音乐家 - 《佩珀中士的寂寞之心俱乐部乐队》中的圆号四重奏：尼尔·桑德斯，詹姆斯·W·巴克，约翰·伯登，托尼·兰德尔（马丁与麦卡特尼编曲指挥）； - 《她要离家出走了》中的弦乐部分和竖琴（迈克·莱安德编曲，马丁指挥）； - 《身内体外》中的塔布拉鼓、迪尔鲁巴琴、弹拨尔及斯瓦曼德尔由亚裔音乐圈的成员演奏，此外的弦乐部分由哈里森和马丁编曲指挥； - 《在我六十四岁时》中的单簧管三重奏：罗伯特·彭斯，亨利·麦肯齐，弗兰克·里迪（马丁与麦卡特尼编曲指挥）； - 《早安早安》中的萨克斯六重奏由群声有限公司演奏，马丁与列侬编曲指挥； - 《生命中的一天》中的管弦乐部分，由马丁、列侬及麦卡特尼编曲，马丁与麦卡特尼指挥。 - 尼尔·阿斯皮纳尔：弹拨尔和口琴 - 马尔·埃文斯：倒数计时，口琴，闹钟声及最后的钢琴和弦 |

## 榜单成绩
《佩珀中士》自发行至1987年在公告牌专辑榜上共计在榜175周。

### 周榜
| 榜单                   | 最高排名 |
| ---------------------- | -------- |
| 澳大利亚肯特音乐报道榜 | 1        |
| 加拿大《RPM》专辑榜    | 1        |
| 挪威世界之路专辑榜     | 1        |
| 瑞典最热榜             | 1        |
| 英国专辑榜             | 1        |
| 美国公告牌专辑榜       | 1        |
| 西德媒体控制专辑榜     | 1        |

| 榜单             | 最高排名 |
| ---------------- | -------- |
| 荷兰Mega专辑榜   | 2        |
| 日本Oricon公信榜 | 3        |
| 英国专辑榜       | 3        |

| 榜单                 | 最高排名 |
| -------------------- | -------- |
| 澳大利亚专辑榜       | 16       |
| 比利时专辑榜（瓦隆） | 22       |
| 巴西专辑榜           | 20       |
| 丹麦专辑榜           | 20       |
| 芬兰专辑榜           | 9        |
| 意大利专辑榜         | 9        |
| 日本Orion公信榜      | 20       |
| 新西兰专辑榜         | 12       |
| 挪威专辑榜           | 31       |
| 葡萄牙专辑榜         | 4        |
| 西班牙专辑榜         | 22       |
| 瑞典最热榜           | 8        |
| 英国专辑榜           | 5        |

| 榜单                                      | 最高排名 |
| ----------------------------------------- | -------- |
| 澳大利亞（ARIA專輯榜）                    | 5        |
| 奧地利（奧地利Ö3專輯榜）                  | 3        |
| 比利時法蘭德斯（Ultratop專輯榜）          | 2        |
| 比利時瓦隆（Ultratop專輯榜）              | 1        |
| 加拿大（《告示牌》Canadian Albums Chart） | 7        |
| 捷克（ČNS IFPI專輯榜）                    | 6        |
| 丹麥（Hitlisten專輯榜）                   | 3        |
| 荷蘭（MegaCharts專輯榜）                  | 2        |
| 芬蘭（Suomen virallinen lista專輯榜）     | 23       |
| 德國（Media Control專輯榜）               | 5        |
| 愛爾蘭（IRMA專輯榜）                      | 2        |
| 意大利专辑榜（FIMI）                      | 6        |
| 日本（Oricon專輯榜）                      | 5        |
| 墨西哥专辑榜（AMPROFON）                  | 18       |
| 新西兰专辑榜（RMNZ）                      | 4        |
| 挪威（VG-lista專輯榜）                    | 9        |
| 波蘭（ZPAV專輯榜）                        | 28       |
| 葡萄牙专辑榜                              | 3        |
| 蘇格蘭（OCC專輯榜）                       | 1        |
| Spanish Albums (PROMUSICAE)               | 3        |
| 瑞典（Sverigetopplistan專輯榜）           | 2        |
| 瑞士（Schweizer Hitparade專輯榜）         | 2        |
| 英國（OCC專輯榜）                         | 1        |
| 美国公告牌专辑榜                          | 3        |

| 榜单（1967）   | 排名 |
| -------------- | ---- |
| 澳大利亚专辑榜 | 1    |
| 英国专辑榜     | 1    |
| 美国公告牌年榜 | 10   |
| 榜单（1968）   | 排名 |
| 澳大利亚专辑榜 | 3    |
| 美国公告牌年榜 | 6    |

| 榜单（1960年代） | 排名 |
| ---------------- | ---- |
| 英国专辑榜       | 1    |

## 销量认证
到了1967年12月31日，这张专辑在美国售出2360423张。而到1960年末，这个数字则涨到了3372581张。
| 地區                                    | 认证     | 认证单位/销量 |
| --------------------------------------- | -------- | ------------- |
| 阿根廷（阿根廷音像製品協會）            | 2× 白金  | 120,000^      |
| 阿根廷（阿根廷音像製品協會） 1987年再版 | 3× 白金  | 180,000^      |
| 澳大利亚（澳大利亚唱片业协会）          | 4× 白金  | 280,000^      |
| 巴西（巴西唱片業協會）                  | 金       | 100,000*      |
| 加拿大（加拿大音乐协会）                | 8× 白金  | 800,000^      |
| 法国（法國唱片出版業公會）              | 金       | 696,800       |
| 德国（聯邦音樂產業協會）                | 白金     | 500,000^      |
| 意大利（意大利音乐产业联盟）            | 金       | 50,000*       |
| 日本（Oricon公信榜）                    | —        | 208,000       |
| 英国（英国唱片业协会）                  | 18× 白金 | 5,198,291     |
| 美国（美國唱片業協會）                  | 11× 白金 | 11,000,000^   |
| *僅含認證的實際銷量 ^僅含認證的出貨量   |          |               |

## 脚注

### 引注
1. ↑  . 台灣環球音樂. 2017-06-09  [2022-07-31]. （原始内容存档于2022-07-31） （中文）.
2. ↑  . 星外星唱片. 京东.   [2022-07-31]. 原始内容存档于2022-07-31 （中文）.
3. ↑  Wiener 1992，第31頁.
4. 1 2  . Library of Congress. 2003  [2007-11-19]. （原始内容存档于2014-11-04）.
5. 1 2  Kastan 2006，第139頁.
6. ↑  Miles 1997，第303頁.
7. ↑  Lewisohn 1992，第210頁.
8. ↑  The Beatles 2000，第229頁.
9. ↑  MacDonald 2005，第212頁.
10. 1 2  Martin & Pearson 1994，第7頁.
11. ↑  Lewisohn 1992，第211頁; Martin & Pearson 1994，第7頁.
12. ↑  MacDonald 2005，第212–213頁.
13. 1 2 3  MacDonald 2005，第213頁.
14. ↑  Lewisohn 1992，第210: the Beatles grew tired of touring, 230: the Beatles' final commercial performance頁; MacDonald 2005，第213頁
15. ↑  Schaffner 1978，第58–59頁.
16. ↑  Julien 2008b，第1頁.
17. ↑  Gould 2007，第367頁.
18. 1 2  Julien 2008b，第2頁.
19. 1 2  Everett 1999，第71頁.
20. ↑  Rodriguez 2012，第18頁.
21. ↑  Blaney 2007，第8頁.
22. ↑  Womack 2007，第158, 160–161頁.
23. ↑  Harry 2000，第323, 333頁; Julien 2008b，第2頁.
24. ↑  Womack 2007，第168頁.
25. ↑  . Paulmccartney.com. 2017-04-26  [2017-08-23]. （原始内容存档于2017-08-14）.
26. ↑  Larry Portis, Soul Trains (2002), p. 224: "Sgt. Pepper was the ghost of either Will Pepper or his son Harry S. Pepper, two outstanding figures in English show business."
27. ↑  Moore 1997，第20–21頁.
28. ↑  Miles 1997，第303–304頁.
29. ↑  Martin 1994，第202頁.
30. ↑  MacFarlane 2008，第36–37頁: Wilson's growing interest in the aesthetics of recording; Kimsey 2009，第37, 235頁: Wilson's admiration for the Beatles' Rubber Soul and Phil Spector.
31. ↑  MacFarlane 2008，第36頁.
32. ↑  Martin & Pearson 1994，第48頁.
33. ↑  Gould 2007，第35頁.
34. ↑  MacFarlane 2008，第36–37頁.
35. ↑  Babiuk 2002，第204頁: "It's very cleverly done"; Julien 2008c，第158頁: "escape the influence".
36. 1 2  Emerick & Massey 2006，第142頁.
37. 1 2  MacFarlane 2008，第37頁.
38. ↑  Babiuk 2002，第204頁.
39. ↑  Crowe, Jerry. . Los Angeles Times. 1997-11-01  [2014-04-09]. （原始内容存档于2014-04-13）.
40. 1 2  Julien 2008c，第160頁.
41. ↑  Julien 2008c，第158頁.
42. ↑  Miles, Barry. . Atlantic Books. 2014: 125. ISBN 978-1-78239-678-9.
43. ↑  Romano 2010，第20頁.
44. 1 2 3  Everett 1999，第123頁.
45. ↑  Emerick & Massey 2006，第184, 190頁.
46. 1 2  Everett 1999，第99頁.
47. ↑  Emerick & Massey 2006，第163頁.
48. 1 2  Emerick & Massey 2006，第174頁.
49. ↑  Lewisohn 1992，第232頁.
50. 1 2  MacDonald 2005，第215頁.
51. ↑  Everett 1999，第99頁; MacDonald 2005，第212–223頁.
52. 1 2  Emerick & Massey 2006，第135–136頁.
53. ↑  Awde 2008，第17頁.
54. ↑  MacDonald 2005，第217–220頁.
55. ↑  Emerick & Massey 2006，第139頁.
56. ↑  Martin & Pearson 1994，第78頁: "continuous technological experimentation"; Martin & Pearson 1994，第82頁: Sgt. Pepper "grew naturally out of Revolver".
57. ↑  Davies 2009，第261頁; MacDonald 2005，第185–193頁.
58. ↑  Scapelliti 2007，第96頁.
59. ↑  Martin & Pearson 1994，第111頁.
60. ↑  Moore 1997，第19–20頁.
61. ↑  Harry 2002，第714頁.
62. ↑  Everett 1999，第99頁: the childhood concept was abandoned in favour of Sgt. Pepper; Miles 1997，第306頁: at Epstein's insistence the single tracks were not included on the LP.
63. ↑  Martin & Pearson 1994，第27頁.
64. ↑  Martin & Pearson 1994，第26頁.
65. ↑  MacDonald 2005，第219頁: 55 hours of studio time; Martin & Pearson 1994，第13頁: "set the agenda for the whole album".
66. ↑  Julien 2008b，第6頁.
67. ↑  Emerick & Massey 2006，第132頁: McCartney's goal; Julien 2008b，第6頁: "Now our performance is that record."
68. 1 2 3  MacDonald 2005，第220–221頁.
69. ↑  Martland, Peter. . Amadeus Press. 1997: 250. ISBN 978-1-57467-033-2.
70. ↑  Emerick & Massey 2006，第191頁.
71. ↑  Emerick & Massey 2006，第176頁.
72. ↑  Lewisohn 2009，第29頁.
73. ↑  Babiuk 2002，第199頁.
74. ↑  Emerick & Massey 2006，第169–170頁.
75. ↑  Lewisohn 1992，第244頁.
76. ↑  Kimsey 2008，第133頁.
77. 1 2  Emerick & Massey 2006，第190頁.
78. ↑  Hannan 2008，第62頁.
79. ↑  Lewisohn 1992，第216頁.
80. 1 2  Martin & Pearson 1994，第82–83頁.
81. ↑  Martin & Pearson 1994，第105頁.
82. ↑  Davies 2009，第273–274頁.
83. ↑  Davies 2009，第270頁.
84. ↑  MacDonald 2005，第233–234頁.
85. ↑  Everett 1999，第104頁: a Lowrey organ on "Lucy in the Sky with Diamonds"; Everett 1999，第106頁: a Hohner Pianet on "Getting Better", Everett 1999，第107頁: a harpsichord on "Fixing a Hole"; Everett 1999，第110頁: a harmonium on "Being for the Benefit of Mr. Kite!"; Everett 1999，第120頁: a grand piano on "A Day in the Life".
86. 1 2  Everett 1999，第100頁.
87. ↑  Everett 1999，第104, 106, 111頁.
88. ↑  Miles 2009，第266–67頁.
89. ↑  The Beatles 2000，第241, 242頁.
90. 1 2  The Beatles 2000，第242頁.
91. 1 2 3 4 5  Womack 2007，第170頁.
92. ↑  Julien 2008c，第162頁; Lewisohn 1992，第251頁.
93. ↑  Lewisohn 1992，第251頁.
94. ↑  Lewisohn 1992，第252頁.
95. ↑  Scapelliti 2007，第100頁.
96. ↑  Davies 2009，第262頁: the recording of Please Please Me cost £400 (相当于2021年的£7,724); Lewisohn 1992，第253頁: they spent 700 hours recording Sgt. Pepper.
97. 1 2  Martin & Pearson 1994，第168頁.
98. ↑  Lewisohn 1992，第252–253頁.
99. ↑  Hannan 2008，第61頁: "The album is made up of a broad variety of musical and theatrical genres"; Moore 1997，第18, 70–79頁: rock and pop; Wagner 2008，第76頁: the "multigenre nature of Sgt. Pepper".
100. ↑  Hannan 2008，第61–62頁: music hall and blues; Wagner 2008，第76頁; rock and roll, vaudeville, big band, piano jazz, chamber, circus, avant-garde, Western and Indian classical music.
101. ↑  Wagner 2008，第76, 89–90頁.
102. ↑  Covach 1997，第31頁.
103. ↑  Grillo, Ioan. . Bloomsbury Press. 2011: 38. ISBN 978-1-60819-401-8.
104. ↑  Glausser 2011，第29頁: Lennon and McCartney's contemporary denial of an intentional reference to illicit drugs in the lyrics to "A Day in the Life"; Moore 1997，第60頁: McCartney's immediate denial in Melody Maker; Miles 1997，第325頁: McCartney later suggested that the line was deliberately written to ambiguously refer to either illicit drugs or sexual activity.
105. 1 2  MacDonald 2005，第240頁.
106. ↑  Whiteley 2008，第18–19頁.
107. 1 2 3  Spitz 2005，第697頁.
108. ↑  Moore 1997，第60頁.
109. ↑  Whiteley 2008，第15, 22頁.
110. ↑  Julien 2008c，第166頁.
111. 1 2  Whiteley 2008，第22頁.
112. ↑  Moore 2008，第140頁.
113. ↑  Moore 1997，第61–62頁.
114. ↑  Martin & Pearson 1994，第76頁; MacDonald 2005，第233頁.
115. ↑  Everett 1999，第101頁: pit orchestra and audience; Moore 1997，第23頁: the illusion of a live performance; Moore 1997，第27頁: 10 seconds of introductory ambiance.
116. ↑  Lewisohn 1992，第248頁.
117. 1 2 3  MacDonald 2005，第233頁.
118. 1 2 3 4  Womack 2007，第169頁.
119. ↑  Moore 1997，第28頁.
120. ↑  Hannan 2008，第48頁.
121. 1 2  Everett 1999，第101頁.
122. ↑  MacDonald 2005，第233頁: (secondary source); Martin & Pearson 1994，第66–67頁: (primary source).
123. 1 2  Womack 2007，第170–171頁.
124. 1 2  Womack 2007，第171頁.
125. ↑  Davies 2009，第263–268頁.
126. ↑  Emerick & Massey 2006，第181頁.
127. ↑  MacDonald 2005，第247頁.
128. ↑  Everett 1999，第103頁.
129. ↑  Emerick & Massey 2006，第182–183頁.
130. ↑  Hannan 2008，第50頁.
131. ↑  MacDonald 2005，第240頁; Womack 2007，第172頁
132. ↑  Martin & Pearson 1994，第103–104頁.
133. 1 2  Womack 2007，第172頁.
134. ↑  Martin & Pearson 1994，第102頁.
135. ↑  Martin & Pearson 1994，第103頁.
136. ↑  Womack 2007，第171–172頁.
137. ↑  Riley 1988，第216頁.
138. ↑  MacDonald 2005，第241頁.
139. 1 2 3 4 5  Womack 2007，第173頁.
140. 1 2  Everett 1999，第106頁.
141. ↑  MacDonald 2005，第242頁.
142. 1 2  MacDonald 2005，第236頁.
143. ↑  Womack 2007，第106–107頁.
144. ↑  Miles 1997，第314–315頁.
145. ↑  Emerick & Massey 2006，第165頁.
146. ↑  Everett 1999，第107頁.
147. ↑  Everett 1999，第108頁.
148. ↑  Moore 1997，第37頁.
149. ↑  Emerick & Massey 2006，第180–181頁: (primary source) and Martin recording with Cilla Black; Lewisohn 1992，第249頁: (secondary source).
150. ↑  MacDonald 2005，第245頁.
151. ↑  MacDonald 2005，第237–238頁.
152. ↑  Womack 2007，第175頁.
153. ↑  MacDonald 2005，第237–238頁; Moore 1997，第40頁.
154. ↑  Emerick & Massey 2006，第168頁.
155. ↑  MacDonald 2005，第238頁.
156. ↑  Everett 1999，第110頁.
157. ↑  Rodriguez 2012，第210頁.
158. ↑  Everett 1999，第111–112頁; Womack 2007，第176頁.
159. ↑  Lavezzoli 2006，第177–178頁.
160. ↑  Lewisohn 1992，第248頁: London-based Indian musicians and non-participation of the other Beatles; Lavezzoli 2006，第178頁: Harrison singing and playing sitar and tambura on "Within You Without You", and contributors from the Asian Music Circle.
161. 1 2  Womack 2007，第176頁.
162. ↑  Everett 1999，第112頁.
163. ↑  MacDonald 2005，第243–244頁.
164. ↑  Davies 2009，第321頁.
165. ↑  Emerick & Massey 2006，第187頁: Martin and Emerick advised against inclusion of the laughter; Lewisohn 1992，第251頁: gleaned from Abbey Road effects tape.
166. ↑  Martin & Pearson 1994，第148頁.
167. ↑  Hannan 2008，第56頁.
168. 1 2 3  Everett 1999，第113頁.
169. ↑  MacDonald 2005，第220頁.
170. ↑  Moore 1997，第47頁.
171. ↑  Martin & Pearson 1994，第34頁.
172. ↑  Moore 1997，第46頁.
173. ↑  Emerick & Massey 2006，第137頁.
174. 1 2  Womack 2007，第177頁.
175. ↑  Moore 1997，第48頁.
176. ↑  MacDonald 2005，第239頁.
177. ↑  Everett 1999，第116頁: "grievance against complacency"; Moore 1997，第50頁: the bluesy mixolydian mode in A.
178. ↑  MacDonald 2005，第234頁.
179. ↑  Womack 2007，第177–178頁.
180. 1 2  MacDonald 2005，第235頁.
181. ↑  Martin & Pearson 1994，第75頁.
182. 1 2 3  MacDonald 2005，第248頁.
183. ↑  Womack 2007，第178頁.
184. ↑  Womack 2007，第181頁.
185. 1 2  Moore 1997，第52頁.
186. ↑  Martin & Pearson 1994，第156頁: "vocal wailings", Riley 1988，第227–228頁: panning.
187. ↑  Moore 1997，第54頁; Riley 1988，第228頁: an aggressive brass section.
188. ↑  Martin & Pearson 1994，第56頁.
189. 1 2 3  Womack 2007，第179頁.
190. ↑  Martin 1994，第209頁.
191. ↑  Davies 2009，第275頁.
192. ↑  Davies 2009，第276頁.
193. ↑  Martin & Pearson 1994，第50頁.
194. 1 2  Martin & Pearson 1994，第52–53頁.
195. ↑  Womack 2007，第180頁.
196. ↑  Martin & Pearson 1994，第59頁.
197. ↑  Lewisohn 1992，第241, 244–245, 247頁.
198. ↑  Riley 1988，第225頁.
199. ↑  MacDonald 2005，第229頁.
200. ↑  MacDonald 2005，第228頁: "finest single achievement"; MacDonald 2005，第232頁: "among the most penetrating and innovative artistic reflections".
201. ↑  Womack 2007，第182頁.
202. ↑  Emerick & Massey 2006，第188頁.
203. 1 2  Everett 1999，第122頁.
204. ↑  Julien 2008c，第164: see end note number 11頁.
205. ↑  Knopper, Steve. . Rolling Stone. 2012-11-12  [2014-04-04]. （原始内容存档于2014-04-11）.
206. ↑  Inglis 2008，第92頁: on McCartney's design for the Sgt. Pepper cover (secondary source); Inglis 2008，第92–95頁: the involvement of Robert Fraser, Perter Blake, Jann Haworth and Michael Cooper; Inglis 2008，第96頁: winning the 1967 Grammy Award for the Best Album Cover; Miles 1997，第333頁: McCartney's design for the Sgt. Pepper cover (primary source).
207. ↑  Inglis 2008，第92–95頁.
208. ↑  Gould 2007，第391–395頁: the Sgt. Pepper cover featured the Beatles as the imaginary band alluded to in the album's title track, standing with a host of celebrities (secondary source); The Beatles 2000，第248頁: standing with a host of celebrities (primary source).
209. ↑  The Beatles 2000，第236頁: the growing influence of hippie style on the Beatles; Gould 2007，第385頁: "spoofed the vogue in Britain for military fashions".
210. ↑  . 2017-05-30  [2018-01-16]. （原始内容存档于2017-08-28）.
211. 1 2 3  Inglis 2008，第95頁.
212. ↑  Inglis 2008，第95頁; Sounes 2010，第169頁.
213. ↑  Lewisohn 1992，第236頁: the first time lyrics were printed in full on a rock album; Inglis 2008，第96頁: the lyrics were printed on the back cover.
214. ↑  Crouse 2000，第60頁: "Ontario Provincial Police"; Martin & Pearson 1994，第168頁: the badge was a gift from a fan.
215. ↑  Gould 2007，第391–395頁.
216. ↑  Inglis 2008，第98–99頁.
217. ↑  Miles 1997，第344–345頁.
218. 1 2 3  Inglis 2008，第96頁.
219. ↑  Moore 1997，第57頁.
220. ↑  .   [2018-01-16]. （原始内容存档于2017-02-04）.
221. ↑  Inglis 2008，第93頁: 57 photographs and nine waxworks; Tillery 2011，第81頁: the Self-Realization Fellowship（英语：Self-Realization Fellowship） gurus.
222. 1 2 3 4  Inglis 2008，第93頁.
223. ↑  Inglis 2008，第94頁.
224. ↑  Harry 2000，第412頁.
225. ↑  Harry 2002，第727頁.
226. 1 2  For the 1968 Grammy Awards see: . GRAMMY.com.   [2014-04-14]. （原始内容存档于2014-04-14）. For the first rock LP to receive Album of the Year see: Glausser 2011，第143頁
227. 1 2  MacDonald 2005，第249頁.
228. ↑  Lewisohn 1992，第236頁.
229. ↑  Everett 1999，第123頁: debuted in the UK at number one; Moore 1997，第19頁: eight studio album.
230. ↑  McDermott, John. . Backbeat Books. 2009: 52. ISBN 978-0-87930-938-1.
231. 1 2  Riley 1988，第205頁.
232. ↑  Scapelliti 2007，第104頁.
233. ↑  Riley 1988，第205–206頁.
234. ↑  MacDonald 2005，第249頁: radio stations interrupted their regular scheduling; Riley 1988，第205頁: some played the album from start to finish.
235. ↑  Rosen 1996，第95頁.
236. ↑  Lewisohn 1992，第260頁.
237. ↑  比伯軍曹寂寞芳心俱樂部在Allmusic上的頁面
238. ↑  Klosterman, Chuck. . The A.V. Club. 2009-09-08  [2013-05-26]. （原始内容存档于2013-05-26）.
239. ↑  McCormick, Neil. . The Telegraph. 2009-09-07  [2011-10-23]. （原始内容存档于2011-11-04）.
240. 1 2  Larkin, Colin.  1. Muze. 2006: 487–489. ISBN 0-19-531373-9.
241. ↑  Graff & Durchholz 1999，第87頁.
242. ↑  Kemp, Mark. . 2009-09-08  [2013-01-06]. （原始内容存档于2013-10-23）.
243. ↑  Plagenhoef, Scott. . Pitchfork. 2009-09-09  [2011-08-10]. （原始内容存档于2011-08-07）.
244. ↑  Sheffield, Rob. . Brackett, Nathan; Hoard, Christian  (编).  4th. Simon & Schuster. 2004-11-02: 51–54  [2014-03-23]. ISBN 978-0-7432-0169-8.
245. ↑  Ponton, Jared. . Sputnikmusic. 2010-08-08  [2011-10-23].
246. ↑  Christgau, Robert. . The Village Voice. 1976-12-20: 69  [2013-06-22]. （原始内容存档于2017-02-22）.
247. ↑  Gould 2007，第420頁; Julien 2008b，第8–9頁; Moore 1997，第58–59頁.
248. ↑  Moore 1997，第59頁: (secondary source); Poirier, Richard. . Rutgers University Press. 1992: 137.: (primary source).
249. ↑  Gould 2007，第420頁; Julien 2008b，第9頁
250. ↑  Julien 2008b，第9頁.
251. ↑  Christgau 2006，第116頁: one of the best-known American critics at the time; Goldstein 2006，第97–101頁: "spoiled" and "reek[ing]".
252. ↑  Christgau 2006，第117頁.
253. ↑  Goldstein, Richard. . Village Voice. 1967-07-20  [2014-04-28]. （原始内容存档于2014-02-21）.
254. ↑  Christgau 2006，第116頁.
255. ↑  Moore 1997，第57–58頁.
256. ↑  Edgers, Geoff. . Press of Atlantic City. 2017-05-16  [2018-01-17]. （原始内容存档于2018-01-18）.
257. ↑  Ingham 2006，第47頁.
258. ↑  Marcus 2007，第xxi頁.
259. ↑  Marcus 2007，第258頁: "a Day-Glo tombstone for its time"; Moore 1997，第60頁: "a triumph of effects".
260. ↑  Marcus 2007，第248頁.
261. ↑  Riley 1988，第204–205頁.
262. 1 2  Riley 1988，第203頁.
263. ↑  Moore 1997，第59頁.
264. 1 2 3  Kimsey 2008，第122頁.
265. 1 2 3  Kimsey 2008，第130頁.
266. 1 2 3 4 5  Kimsey 2008，第135頁.
267. ↑  Christgau, Robert. . Robert Christgau.   [2014-05-22]. （原始内容存档于2014-03-25）.
268. ↑  Moore 1997，第64頁.
269. 1 2  . BBC News. 1998-12-09  [2014-06-10]. （原始内容存档于2017-07-31）.
270. ↑  Smith, Richard. . The Guardian. Guardian Media Group. 2007-04-11  [2014-06-11]. （原始内容存档于2014-07-14）.
271. ↑  Childish, Billy. . The Guardian. Guardian Media Group. 2007-06-15  [2014-09-09]. （原始内容存档于2014-10-05）.
272. ↑  Leonard, Marion. . Liverpool University Press. 2010-07-26: 129. ISBN 978-1-84631-190-1.
273. ↑  Chilton, Martin. . The Telegraph. 2015-08-07  [2017-01-01]. （原始内容存档于2017-01-02）.
274. 1 2  Sheff 1981，第197頁.
275. ↑  Martin & Pearson 1994，第150頁: (primary source); Moore 1997，第64頁: (secondary source).
276. 1 2  MacFarlane 2008，第33頁.
277. ↑  Riley 1988，第11頁.
278. ↑  Jones 2008，第49頁.
279. ↑  Moore 2008，第144頁.
280. ↑  MacFarlane 2008，第33, 37頁.
281. ↑  Moore 1997，第65頁.
282. ↑  Elicker 2001，第231頁.
283. ↑  O'Grady 2008，第23頁.
284. ↑  Moore 1997，第18, 70–79頁; Moore 2002，第64頁: the origins of progressive rock are "marked by the release of the Beatles' Sgt. Pepper's Lonely Hearts Club Band in 1967"; Moore 2002，第69頁: "The beginnings of progressive rock are normally traced to the Beatles' Sgt. Pepper's Lonely Hearts Club Band".
285. ↑  Moore 2008，第139頁.
286. ↑  Holm-Hudson 2008，第10頁.
287. ↑  Blackwell, Thomas. . PopMatters. 2009-11-22  [2014-03-21]. （原始内容存档于2015-01-29）.
288. ↑  Jones 2008，第49頁: one of the first art rock albums; Julien 2008a，第xvii頁: a "masterpiece of British psychedelia".
289. ↑  Roberts 2014，第193, 210, 212, 230頁.
290. ↑  . NME. 2014-02-14  [2016-05-07]. （原始内容存档于2016-05-06）.
291. ↑  Kokenes, Chris. . CNN. 2010-04-30  [2014-04-11]. （原始内容存档于2014-01-06）.
292. ↑  Moore 1997，第72頁.
293. ↑  Julien 2008c，第159頁.
294. ↑  Moore 1997，第62頁: "the cultural legitimization of popular music"; Moore 1997，第68–69頁: a musical representation of its generation.
295. ↑  . Pittsburgh Post-Gazette. 2007-06-01  [2013-11-07]. （原始内容存档于2014-01-06）.
296. ↑  Anon. . The Guardian (London). 2012-02-22  [2013-02-03]. （原始内容存档于2016-01-05）.
297. ↑  Scapelliti 2007，第57頁.
298. 1 2  Jones, Alan. . Music Week (Intent Media). 2017-06-02  [2017-06-04]. （原始内容存档于2017-06-05）.
299. ↑  . Official Charts Company.   [2014-10-01]. （原始内容存档于2014-10-06）.
300. ↑  . Official Charts Company.   [2014-10-01]. （原始内容存档于2014-02-12）.
301. ↑  . RIAA.   [2018-01-18]. （原始内容存档于2012-08-06）.
302. ↑  . Euronews. 2011-06-01  [2014-04-21]. （原始内容存档于2014-07-26）.
303. ↑  Murray, Charles Shaar. . Q (London). July 1987  [2013-01-01]. （原始内容存档于2013-03-19）.
304. ↑  DeCurtis, Anthony. . Rolling Stone. 1987-08-27  [2014-04-17]. （原始内容存档于2014-04-05）.
305. 1 2  Larkin 1994，第7頁.
306. ↑  Larkin 1998，第10頁.
307. ↑  . BBC News. 2000-09-03  [2014-04-24]. （原始内容存档于2014-10-06）.
308. ↑  Levy 2005，第9頁.
309. ↑  . 時代雜誌. 2007  [2007-11-20]. （原始内容存档于2011-04-24）.
310. ↑  Radosh, Daniel. . New York Times: 2, 8. 2009-08-11  [2014-05-09]. （原始内容存档于2011-04-08）.
311. ↑  ^ Robert Dimery; Michael Lydon (23 March 2010). 1001 Albums You Must Hear Before You Die: Revised and Updated Edition. Universe. ISBN 978-0-7893-2074-2.
312. 1 2  Edmondson 2013，第890頁.
313. ↑  Bannister 2007，第38頁.
314. ↑  Ashby 2004，第282頁.
315. ↑  MacFarlane 2008，第39頁.
316. ↑  Julien 2008c，第162頁.
317. ↑  MacFarlane 2008，第39–40頁.
318. ↑  Hannan 2008，第46頁: no keyboards were used during the album's recording; Martin & Pearson 1994，第108頁: Robert Moog was working on the second generation keyboard.
319. ↑  Julien 2008c，第167頁.
320. ↑  Julien 2008c，第166–167頁.
321. ↑  Hannan 2008，第46頁.
322. ↑  Julien 2008b，第7頁.
323. ↑  Lewisohn 1992，第237頁.
324. ↑  Emerick & Massey 2006，第141頁.
325. 1 2  Inglis 2008，第101頁.
326. 1 2  Inglis 2008，第102頁.
327. ↑  Riley 1988，第212頁.
328. ↑  . RTÉ news (RTÉ Commercial Enterprises Limited). 2008-07-11  [2014-03-06]. （原始内容存档于2012-11-13）.
329. ↑  Couch, Aaron. . NBC News. 2013-03-31  [2013-03-31]. （原始内容存档于2013-04-02）.
330. ↑  Southall & Perry 2006，第59頁.
331. ↑  Lewisohn 1992，第350頁; MacDonald 2005，第220–250頁.
332. ↑  Titlow, John Paul. . Fast Company. 2017-05-19  [2018-01-18]. （原始内容存档于2017-05-20）.
333. ↑  . Ultimate Classic Rock.   [2017-05-18]. （原始内容存档于2017-05-21）.
334. ↑  . PBS.   [2017-09-21]. （原始内容存档于2017-09-14）.
335. ↑  Sesto, Gino. . Dash Two.   [2017-09-21]. （原始内容存档于2017-09-21）.
336. ↑  Lewisohn 1992，第232–253頁, MacDonald 2005，第215–250頁.
337. ↑  Emerick & Massey 2006，第132–192頁.
338. ↑  Emerick & Massey 2006，第191–192頁.
339. ↑  Emerick & Massey 2006，第171頁: piano solo on "Lovely Rita"; MacDonald 2005，第235, 237, 246, 239, 241頁; Womack 2007，第180頁: final harmonium chord on "A Day in the Life".
340. ↑  MacDonald 2005，第232頁.
341. ↑  Emerick & Massey 2006，第176–179頁.
342. ↑  Emerick & Massey 2006，第158頁: Martin and McCartney took turns conducting; Gould 2007，第387–388頁: the recording of "A Day in the Life" included a forty-piece orchestra; Martin & Pearson 1994，第35頁: Robert Burns, Henry MacKenzie, Frank Reidy.
343. ↑  MacDonald 2005，第237, 243頁.
344. ↑  MacDonald 2005，第227–232, 237頁.
345. ↑  Whitburn, Joel. . Record Research. 2001: 56. ISBN 978-0-89820-183-3.
346. 1 2 3  Kent, David. . St Ives, NSW: Australian Chart Book. 1993. ISBN 0-646-11917-6.
347. ↑  . Library and Archives Canada.   [2015-04-08]. （原始内容存档于2015-04-13）.
348. ↑  . Hung Medien.   [2010-11-16]. （原始内容存档于2011-12-29）.
349. ↑   (PDF). hitsallertijden.nl.   [2014-01-31]. （原始内容存档 (PDF)于2012-12-29） （瑞典语）.Note: Kvällstoppen combined sales for albums and singles in the one chart; Sgt. Pepper's Lonely Hearts Club Band peaked at the number-five on the list on 20 June 1967
350. ↑  . Official Charts.   [2016-05-13]. （原始内容存档于2016-05-12）.
351. ↑  Roberts 2005，第54頁.
352. ↑  . Billboard.   [2010-11-16]. （原始内容存档于2010-11-15）.
353. ↑   (ASP). Media Control.   [2010-05-01] （德语）.[]
354. ↑   (ASP). Hung Medien, dutchcharts.nl. MegaCharts.   [2010-05-01]. （原始内容存档于2013-12-07） （荷兰语）.
355. 1 2  . Roppongi, Tokyo: Oricon Entertainment. 2006. ISBN 4-87131-077-9.
356. ↑  . UK Albums Chart.   [2013-05-01]. （原始内容存档于2013-03-13）.
357. ↑  . Hung Medien.   [2010-11-16]. （原始内容存档于2010-10-26）.
358. ↑   (ASP). Hung Medien. Ultratop.   [2013-05-01] （法语）.
359. ↑  . Associação Brasileira dos Produtores de Discos (in Portuguese).   [2010-11-16]. （原始内容存档于2011-09-28）.
360. ↑   (ASP). danishcharts.com.   [2012-10-12]. （原始内容存档于2013-12-25）.
361. ↑  . Hung Medien.   [2010-11-16]. （原始内容存档于2010-01-04）.
362. ↑  . Hung Medien.   [2010-11-16]. （原始内容存档于2011-12-14）.
363. ↑   [All of the Beatles' "Remastered" Albums Enter the Top 100: Grossing 2,310 Million Yen In One Week]. oricon.co.jp. Oricon Style. 2009-09-15  [2018-01-18]. （原始内容存档于2013-03-09） （日语）.
364. ↑  . Hung Medien.   [2010-11-16]. （原始内容存档于2012-11-02）.
365. ↑  . Hung Medien.   [2010-11-16]. （原始内容存档于2011-12-27）.
366. ↑  . Hung Medien.   [2010-11-16]. （原始内容存档于2012-10-12）.
367. ↑  . Hung Medien.   [2010-11-16]. （原始内容存档于2012-10-08）.
368. ↑   (ASP).   [2013-05-01]. （原始内容存档于2013-12-25） （瑞典语）.
369. ↑  . The Official Charts Company.   [2010-11-16]. （原始内容存档于2011-12-14）.
370. ↑  "The Beatles – Sgt. Peppers Lonely Hearts Club Band". Australiancharts.com. Hung Medien.  [2017-06-03].
371. ↑  "The Beatles - Sgt. Peppers Lonely Hearts Club Band" (in German). Austriancharts.at. Hung Medien.  [2017-06-08].
372. ↑  "The Beatles – Sgt. Peppers Lonely Hearts Club Band" (in Dutch). Ultratop.be. Hung Medien.  [2017-06-02].
373. ↑  "The Beatles – Sgt. Peppers Lonely Hearts Club Band" (in French). Ultratop.be. Hung Medien.  [2017-06-02].
374. ↑  . FYIMusicNews.   [2017-06-05].
375. ↑  "Top 50 Prodejní". Czech Albums. ČNS IFPI. Note: On the chart page, select 201722 on the field besides the word "Zobrazit", and then click over the word to retrieve the correct chart data.  [2017-06-06].
376. ↑  "Danishcharts.dk – The Beatles – Sgt. Peppers Lonely Hearts Club Band". Hung Medien.  Retrieved 2017-06-07.
377. ↑  "The Beatles – Sgt. Peppers Lonely Hearts Club Band" (in Dutch). Dutchcharts.nl. Hung Medien.  [2017-06-02].
378. ↑  "The Beatles: Sgt. Peppers Lonely Hearts Club Band" (in Finnish). Musiikkituottajat.  Retrieved 2017-06-04.
379. ↑  "Longplay-Chartverfolgung at Musicline" (in German). Musicline.de. Media Control.  [2017-06-02].
380. ↑  . Irish Recorded Music Association.   [2017-06-03].
381. ↑  . Federazione Industria Musicale Italiana.   [2017-06-06]. （原始内容存档于2017-02-23） （意大利语）.
382. ↑  "Oricon Top 50 Albums: 2017-06-12" (in Japanese). Oricon.  Retrieved 2017-06-10.
383. ↑  . Asociación Mexicana de Productores de Fonogramas y Videogramas.   [2017-07-11]. （原始内容存档于2017-07-11） （西班牙语）.
384. ↑  . Recorded Music NZ. 2017-06-05  [2017-06-02]. （原始内容存档于2017-06-14）.
385. ↑  . VG-lista.   [2017-06-03].
386. ↑  "Oficjalna lista sprzedaży :: OLIS - Official Retail Sales Chart". OLiS. Polish Society of the Phonographic Industry.  [2017-06-08].
387. ↑  . Hung Medien.   [2017-08-01]. （原始内容存档于2017-08-01）.
388. ↑  "Official Scottish Albums Chart Top 100". Official Charts Company.  Retrieved 2017-06-03.
389. ↑  . Productores de Música de España.   [2017-06-07]. （原始内容存档于2017-08-24） （西班牙语）.
390. ↑  "The Beatles – Sgt. Peppers Lonely Hearts Club Band". Swedishcharts.com. Hung Medien.  [2017-06-03].
391. ↑  "The Beatles – Sgt. Peppers Lonely Hearts Club Band". Swisscharts.com. Hung Medien.  [2017-06-07].
392. ↑  "Official Albums Chart Top 100". Official Charts Company.  Retrieved 2017-06-03.
393. ↑  Caulfield, Keith. . Billboard. 2017-06-04  [2017-06-05]. （原始内容存档于2017-06-04）.
394. ↑  .   [2007-12-17]. （原始内容存档于2007-12-17）.
395. ↑  .   [2013-05-03].
396. ↑  . : 230  [2013-05-03].
397. ↑  .   [2007-12-17]. （原始内容存档于2007-12-17）.
398. ↑  . Deconstructing Pop Culture by David Kronemyer. 2009-04-29  [2015-07-11]. （原始内容存档于2016-03-06）.
399. 1 2  . Cámara Argentina de Productores de Fonogramas y Videogramas.   [2012-09-16]. （原始内容存档于2011-07-06）.
400. ↑   (PDF). Australian Recording Industry Association （英语）.
401. ↑  . Pro-Música Brasil （葡萄牙语）.
402. ↑  . Music Canada （英语）.
403. ↑  . Syndicat National de l'Édition Phonographique （法语）.
404. ↑  . Infodisc.fr.   [2017-02-19]. （原始内容存档于2017-03-03）.
405. ↑  . Bundesverband Musikindustrie （德语）.
406. ↑  . Federazione Industria Musicale Italiana （意大利语）.
407. ↑  . British Phonographic Industry.   [2013-09-15] （英语）.
408. ↑  . Recording Industry Association of America （英语）.